# Olympische Sommerspiele 1904/Teilnehmer (Vereinigte Staaten)
| Gelbes Symbol für Goldmedaillen mit stilisierten Olympischen Ringen | Graues Symbol für Silbermedaillen mit stilisierten Olympischen Ringen | Braundes Symbol für Bronzemedaillen mit stilisierten Olympischen Ringen |
| ------------------------------------------------------------------- | --------------------------------------------------------------------- | ----------------------------------------------------------------------- |
| 78                                                                  | 81                                                                    | 76                                                                      |

Die Vereinigten Staaten nahmen an den Olympischen Sommerspielen 1904 in St. Louis mit 543 Sportlern teil.

## Medaillengewinner

### Olympiasieger
| Name | Sportart       | Wettkampf              |
| --- | -------------- | ---------------------- |
| George Bryant | Bogenschießen  | Double American Round  |
| George Bryant | Bogenschießen  | Double York Round      |
| William Thompson Robert Williams Lewis Maxson Galen Spencer                                                                                 | Bogenschießen  | Team American Round    |
| Matilda Howell | Bogenschießen  | Double National Round  |
| Matilda Howell | Bogenschießen  | Double Columbia Round  |
| Matilda Howell Eliza Pollock Leonie Taylor Emily Woodruff                                                                                   | Bogenschießen  | Team Round             |
| George Finnegan | Boxen          | Fliegengewicht         |
| Oliver Kirk | Boxen          | Bantamgewicht          |
| Oliver Kirk | Boxen          | Federgewicht           |
| Harry Spanjer | Boxen          | Leichtgewicht          |
| Albert Young | Boxen          | Weltergewicht          |
| Charles Mayer | Boxen          | Mittelgewicht          |
| Samuel Berger | Boxen          | Schwergewicht          |
| Oscar Osthoff | Gewichtheben   | Einarmiger Mehrkampf   |
| Edward Cummins Kenneth Edwards Chandler Egan Walter Egan Robert Hunter Nathaniel Moore Mason Phelps Daniel Sawyer Clement Smoot Warren Wood | Golf           | Mannschaft             |
| Archie Hahn | Leichtathletik | 60 m                   |
| Archie Hahn | Leichtathletik | 100 m                  |
| Archie Hahn | Leichtathletik | 200 m                  |
| Harry Hillman | Leichtathletik | 400 m                  |
| Harry Hillman | Leichtathletik | 200 m Hürden           |
| Harry Hillman | Leichtathletik | 400 m Hürden           |
| James Lightbody | Leichtathletik | 800 m                  |
| James Lightbody | Leichtathletik | 1500 m                 |
| James Lightbody | Leichtathletik | 2590 m Hindernis       |
| Thomas Hicks | Leichtathletik | Marathon               |
| Fred Schule | Leichtathletik | 110 m Hürden           |
| David Munson Arthur Newton Paul Pilgrim George Underwood Howard Valentine                                                                   | Leichtathletik | Mannschaftslauf        |
| Myer Prinstein | Leichtathletik | Weitsprung             |
| Myer Prinstein | Leichtathletik | Dreisprung             |
| Samuel Jones | Leichtathletik | Hochsprung             |
| Charles Dvorak | Leichtathletik | Stabhochsprung         |
| Ray Ewry | Leichtathletik | Standhochsprung        |
| Ray Ewry | Leichtathletik | Standweitsprung        |
| Ray Ewry | Leichtathletik | Standdreisprung        |
| Ralph Rose | Leichtathletik | Kugelstoßen            |
| Martin Sheridan | Leichtathletik | Diskuswurf             |
| John Flanagan | Leichtathletik | Hammerwurf             |
| Max Emmerich | Leichtathletik | Dreikampf              |
| Marcus Hurley | Radsport       | ¼ Meile                |
| Marcus Hurley | Radsport       | ⅓ Meile                |
| Marcus Hurley | Radsport       | ½ Meile                |
| Marcus Hurley | Radsport       | 1 Meile                |
| Burton Downing | Radsport       | 2 Meilen               |
| Burton Downing | Radsport       | 25 Meilen              |
| Charles Schlee | Radsport       | 5 Meilen               |
| Bob Curry | Ringen         | Papiergewicht          |
| George Mehnert | Ringen         | Fliegengewicht         |
| Jack Niflot | Ringen         | Bantamgewicht          |
| Benjamin Bradshaw | Ringen         | Federgewicht           |
| Otto Roehm | Ringen         | Leichtgewicht          |
| Charles Ericksen | Ringen         | Weltergewicht          |
| Bernhoff Hansen | Ringen         | Schwergewicht          |
| Charles Jacobus | Roque          | Männer                 |
| Frank Greer | Rudern         | Einer                  |
| Robert Farnan Joseph Ryan | Rudern         | Doppelzweier           |
| John Mulcahy William Varley | Rudern         | Zweier ohne Steuermann |
| George Dietz August Erker Albert Nasse Arthur Stockhoff                                                                                     | Rudern         | Vierer ohne Steuermann |
| Louis Abell Charles Armstrong Frederick Cresser Joseph Dempsey John Exley James Flanagan Michael Gleason Harry Lott Frank Schell            | Rudern         | Achter                 |
| Charles Daniels | Schwimmen      | 220 Yards Freistil     |
| Charles Daniels | Schwimmen      | 440 Yards Freistil     |
| Charles Daniels Louis Handley Leo Goodwin Joe Ruddy                                                                                         | Schwimmen      | 4 × 50 Yards Freistil  |
| Patrick Flanagan Sidney Johnson Conrad Magnusson Oscar Olson Henry Seiling                                                                  | Tauziehen      | Männer                 |
| Beals Wright | Tennis         | Einzel                 |
| Edgar Leonard Beals Wright | Tennis         | Doppel                 |
| Julius Lenhart | Turnen         | Einzelmehrkampf        |
| Anton Heida | Turnen         | Einzelmehrkampf        |
| Anton Heida | Turnen         | Pferdsprung            |
| Anton Heida | Turnen         | Reck                   |
| Anton Heida | Turnen         | Seitpferd              |
| Edward Hennig | Turnen         | Reck                   |
| Edward Hennig | Turnen         | Keulenschwingen        |
| George Eyser | Turnen         | Barren                 |
| George Eyser | Turnen         | Pferdsprung            |
| George Eyser | Turnen         | Tauhangeln             |
| Herman Glass | Turnen         | Ringe                  |
| John Grieb Anton Heida Max Hess Philip Kassel Julius Lenhart Ernst Reckeweg                                                                 | Turnen         | Mannschaftsmehrkampf   |
| George Sheldon | Wasserspringen | Kunstspringen          |
| William Dickey | Wasserspringen | Kopfweitsprung         |

### Zweiter
| Name | Sportart       | Wettkampf              |
| --- | -------------- | ---------------------- |
| Robert Williams | Bogenschießen  | Double York Round      |
| Robert Williams | Bogenschießen  | Double American Round  |
| William Clark Samuel Duvall Charles Hubbard Charles Woodruff | Bogenschießen  | Team American Round    |
| Emma Cooke | Bogenschießen  | Double National Round  |
| Emma Cooke | Bogenschießen  | Double Columbia Round  |
| Emma Cooke Mabel Taylor | Bogenschießen  | Team Round             |
| Miles Burke | Boxen          | Fliegengewicht         |
| George Finnegan | Boxen          | Bantamgewicht          |
| Frank Haller | Boxen          | Federgewicht           |
| Harry Spanjer | Boxen          | Weltergewicht          |
| Benjamin Spradley | Boxen          | Mittelgewicht          |
| Charles Mayer | Boxen          | Schwergewicht          |
| William Grebe | Fechten        | Säbel Einzel           |
| William Scott O’Connor | Fechten        | Singlestick            |
| Arthur Fox Charles Tatham Fitzhugh Townsend | Fechten        | Florett Mannschaft     |
| Charles Bartliff Warren Brittingham Oscar Brockmeyer Alexander Cudmore Charles January John January Thomas January Raymond Lawler Joseph Lydon Louis Menges (Torwart) Peter Ratican | Fußball        | Männer                 |
| Fred Winter | Gewichtheben   | Einarmiger Mehrkampf   |
| Oscar Osthoff | Gewichtheben   | Beidarmig              |
| Chandler Egan | Golf           | Einzel                 |
| John Deere Cady Albert Bond Lambert John Maxwell Burt McKinnie Ralph McKittrick Francis Newton Henry Potter Frederick Semple Stuart Stickney William Stickney                       | Golf           | Mannschaft             |
| J. W. Dowling W. R. Gibson Hugh Grogan Tom Hunter William Murphy William Partridge George Passmore William Passmore W. J. Ross Jack Sullivan Albert Venn A. M. Woods                | Lacrosse       | Männer                 |
| William Hogenson | Leichtathletik | 60 m                   |
| Nathaniel Cartmell | Leichtathletik | 100 m                  |
| Nathaniel Cartmell | Leichtathletik | 200 m                  |
| Frank Waller | Leichtathletik | 400 m                  |
| Frank Waller | Leichtathletik | 400 m Hürden           |
| Howard Valentine | Leichtathletik | 800 m                  |
| Frank Verner | Leichtathletik | 1500 m                 |
| Albert Corey | Leichtathletik | Marathon               |
| Thaddeus Shideler | Leichtathletik | 110 m Hürden           |
| Frank Castleman | Leichtathletik | 200 m Hürden           |
| Daniel Frank | Leichtathletik | Weitsprung             |
| Fred Englehardt | Leichtathletik | Dreisprung             |
| Garrett Serviss | Leichtathletik | Hochsprung             |
| LeRoy Samse | Leichtathletik | Stabhochsprung         |
| Joseph Stadler | Leichtathletik | Standhochsprung        |
| Charles King | Leichtathletik | Standweitsprung        |
| Charles King | Leichtathletik | Standdreisprung        |
| Wesley Coe | Leichtathletik | Kugelstoßen            |
| Ralph Rose | Leichtathletik | Diskuswurf             |
| John DeWitt | Leichtathletik | Hammerwurf             |
| John Flanagan | Leichtathletik | Gewichtweitwurf        |
| John Grieb | Leichtathletik | Dreikampf              |
| Adam Gunn | Leichtathletik | Zehnkampf              |
| Burton Downing | Radsport       | ¼ Meile                |
| Burton Downing | Radsport       | ⅓ Meile                |
| Burton Downing | Radsport       | 1 Meile                |
| Teddy Billington | Radsport       | ½ Meile                |
| Oscar Goerke | Radsport       | 2 Meilen               |
| George Wiley | Radsport       | 5 Meilen               |
| Arthur Andrews | Radsport       | 25 Meilen              |
| John Hein | Ringen         | Papiergewicht          |
| Gustav Bauer | Ringen         | Fliegengewicht         |
| August Wester | Ringen         | Bantamgewicht          |
| Theodore McLear | Ringen         | Federgewicht           |
| Rudolph Tesiny | Ringen         | Leichtgewicht          |
| Bill Beckman | Ringen         | Weltergewicht          |
| Frank Kugler | Ringen         | Schwergewicht          |
| Smith Streeter | Roque          | Männer                 |
| James Juvenal | Rudern         | Einer                  |
| John Mulcahy William Varley | Rudern         | Doppelzweier           |
| John Hoben Joseph McLoughlin | Rudern         | Zweier ohne Steuermann |
| Charles Aman Michael Begley Martin Formanack Frederick Suerig | Rudern         | Vierer ohne Steuermann |
| John Scott Leary | Schwimmen      | 50 Yards Freistil      |
| Charles Daniels | Schwimmen      | 100 Yards Freistil     |
| Francis Gailey | Schwimmen      | 220 Yards Freistil     |
| Francis Gailey | Schwimmen      | 440 Yards Freistil     |
| Francis Gailey | Schwimmen      | 880 Yards Freistil     |
| Hugo Goetz David Hammond Raymond Thorne William Tuttle | Schwimmen      | 4 × 50 Yards Freistil  |
| Max Braun August Rodenberg Charles Rose William Seiling Orin Upshaw | Tauziehen      | Männer                 |
| Robert LeRoy | Tennis         | Einzel                 |
| Alphonzo Bell Robert LeRoy | Tennis         | Doppel                 |
| George Eyser | Turnen         | Einzelmehrkampf        |
| George Eyser | Turnen         | Seitpferd              |
| Julius Lenhart | Turnen         | Turnerischer Dreikampf |
| Anton Heida | Turnen         | Barren                 |
| William Merz | Turnen         | Ringe                  |
| Charles Krause | Turnen         | Tauhangeln             |
| Emil Beyer John Bissinger Arthur Rosenkampff Julian Schmitz Otto Steffen Max Wolf                                                                                                   | Turnen         | Mannschaftsmehrkampf   |
| Edgar Adams | Wasserspringen | Kopfweitsprung         |

### Dritter
| Name | Sportart       | Wettkampf              |
| --- | -------------- | ---------------------- |
| William Thompson | Bogenschießen  | Double York Round      |
| William Thompson | Bogenschießen  | Double American Round  |
| George Bryant Wallace Bryant Cyrus Edwin Dallin Henry Richardson | Bogenschießen  | Team American Round    |
| Jessie Pollock | Bogenschießen  | Double National Round  |
| Jessie Pollock | Bogenschießen  | Double Columbia Round  |
| Frederick Gilmore | Boxen          | Federgewicht           |
| Russell van Horn | Boxen          | Leichtgewicht          |
| Joseph Lydon | Boxen          | Weltergewicht          |
| William Michaels | Boxen          | Schwergewicht          |
| William Grebe | Fechten        | Singlestick            |
| Joseph Brady George Edwin Cooke Thomas Cooke Cormic Cosgrove Edward Dierkes Martin Dooling Frank Frost (Torwart) Claude Jameson Henry Jameson Johnson Leo O’Connell Harry Tate | Fußball        | Männer                 |
| Frank Kugler | Gewichtheben   | Einarmiger Mehrkampf   |
| Frank Kugler | Gewichtheben   | Beidarmig              |
| Burt McKinnie | Golf           | Einzel                 |
| Francis Newton | Golf           | Einzel                 |
| Douglass Cadwallader Jesse Carleton Harold Fraser Arthur Hussey Orus Jones Allan Lard George Oliver Simeon Price John Rahm Harold Weber                                        | Golf           | Mannschaft             |
| Fay Moulton | Leichtathletik | 60 m                   |
| William Hogenson | Leichtathletik | 100 m                  |
| William Hogenson | Leichtathletik | 200 m                  |
| Herman Groman | Leichtathletik | 400 m                  |
| Emil Breitkreutz | Leichtathletik | 800 m                  |
| Lacey Hearn | Leichtathletik | 1500 m                 |
| Arthur Newton | Leichtathletik | Marathon               |
| Arthur Newton | Leichtathletik | 2590 m Hindernis       |
| Lesley Ashburner | Leichtathletik | 110 m Hürden           |
| George Poage | Leichtathletik | 200 m Hürden           |
| George Poage | Leichtathletik | 400 m Hürden           |
| Robert Stangland | Leichtathletik | Weitsprung             |
| Robert Stangland | Leichtathletik | Dreisprung             |
| Louis Wilkins | Leichtathletik | Stabhochsprung         |
| Lawson Robertson | Leichtathletik | Standhochsprung        |
| John Biller | Leichtathletik | Standweitsprung        |
| Joseph Stadler | Leichtathletik | Standdreisprung        |
| Lawrence Feuerbach | Leichtathletik | Kugelstoßen            |
| Ralph Rose | Leichtathletik | Hammerwurf             |
| James Mitchel | Leichtathletik | Gewichtweitwurf        |
| William Merz | Leichtathletik | Dreikampf              |
| Truxtun Hare | Leichtathletik | Zehnkampf              |
| Edward Billington | Radsport       | ¼ Meile                |
| Edward Billington | Radsport       | ⅓ Meile                |
| Edward Billington | Radsport       | 1 Meile                |
| Burton Downing | Radsport       | ½ Meile                |
| Marcus Hurley | Radsport       | 2 Meilen               |
| Arthur Andrews | Radsport       | 5 Meilen               |
| George Wiley | Radsport       | 25 Meilen              |
| Gustav Tiefenthaler | Ringen         | Papiergewicht          |
| William Nelson | Ringen         | Fliegengewicht         |
| Louis Strebler | Ringen         | Bantamgewicht          |
| Charles Clapper | Ringen         | Federgewicht           |
| Albert Zirkel | Ringen         | Leichtgewicht          |
| Jerry Winholtz | Ringen         | Weltergewicht          |
| Fred Warmbold | Ringen         | Schwergewicht          |
| Charles Brown | Roque          | Männer                 |
| Constance Titus | Rudern         | Einer                  |
| John Joachim John Joseph Buerger | Rudern         | Zweier ohne Steuermann |
| Joseph Ravannack John Wells | Rudern         | Doppelzweier           |
| Frank Dummerth John Freitag Lou Heim Gus Voerg | Rudern         | Vierer ohne Steuermann |
| Charles Daniels | Schwimmen      | 50 Yards Freistil      |
| John Scott Leary | Schwimmen      | 100 Yards Freistil     |
| Francis Gailey | Schwimmen      | 1 Meile Freistil       |
| Henry Jamison Handy | Schwimmen      | 440 Yards Brust        |
| Gwynne Evans William Orthwein Amedee Reyburn Marquard Schwarz | Schwimmen      | 4 × 50 Yards Freistil  |
| Oscar Friede Charles Haberkorn Harry Jacobs Frank Kugler Charles Thias | Tauziehen      | Männer                 |
| Alphonzo Bell | Tennis         | Einzel                 |
| Edgar Leonard | Tennis         | Einzel                 |
| Clarence Gamble Arthur Wear | Tennis         | Doppel                 |
| Joseph Wear Allen West | Tennis         | Doppel                 |
| William Merz | Turnen         | Einzelmehrkampf        |
| William Merz | Turnen         | Pferdsprung            |
| William Merz | Turnen         | Seitpferd              |
| George Eyser | Turnen         | Reck                   |
| John Duha | Turnen         | Barren                 |
| Ralph Wilson | Turnen         | Keulenschwingen        |
| Emil Voigt | Turnen         | Ringe                  |
| Emil Voigt | Turnen         | Tauhangeln             |
| John Duha Charles Krause George Mayer Robert Maysack Philip Schuster Edward Siegler                                                                                            | Turnen         | Mannschaftsmehrkampf   |
| Frank Kehoe | Wasserspringen | Kunstspringen          |
| Leo Goodwin | Wasserspringen | Kopfweitsprung         |

## Teilnehmer nach Sportarten

### Basketball
| Platz         | Verein                 | Siege |
| ------------- | ---------------------- | ----- |
| Männer        |                        |       |
| Olympiasieger | Buffalo German YMCA    | 5:0   |
| Zweiter       | Chicago Central YMCA   | 4:1   |
| Dritter       | Missouri Athletic Club | 3:2   |
| Vierter       | St. Louis Central YMCA | 2:3   |
| Fünfter       | Xavier Athletic Club   | 0:4   |
| Sechster      | Turner Tigers          | 0:4   |

### Bogenschießen
| Disziplin             | Platz         | Athlet                                                       | Punkte |
| --------------------- | ------------- | ------------------------------------------------------------ | ------ |
| Männer                |               |                                                              |        |
| Double York Round     | Olympiasieger | George Bryant                                                | 820    |
| Double York Round     | Zweiter       | Robert Williams                                              | 819    |
| Double York Round     | Dritter       | William Thompson                                             | 816    |
| Double York Round     | Vierter       | Wallace Bryant                                               | 618    |
| Double York Round     | Fünfter       | Benjamin Keys                                                | 532    |
| Double York Round     | Sechster      | Ernest Frentz                                                | 528    |
| Double York Round     | Siebter       | Homer Taylor                                                 | 506    |
| Double York Round     | Achter        | Charles Woodruff                                             | 487    |
| Double York Round     | Neunter       | Henry Richardson                                             | 439    |
| Double York Round     | Zehnter       | David McGowan                                                | 383    |
| Double York Round     | Elfter        | Thomas Scott                                                 | 375    |
| Double York Round     | Zwölfter      | Cyrus Dallin                                                 | 355    |
| Double York Round     | 13.           | Lewis Maxson                                                 | 341    |
| Double York Round     | 14.           | Ralph Taylor                                                 | 328    |
| Double York Round     | 15.           | Edward Weston sr.                                            | 268    |
| Double York Round     | 16.           | Edward Bruce                                                 | 238    |
| Double American Round | Olympiasieger | George Bryant                                                | 1048   |
| Double American Round | Zweiter       | Robert Williams                                              | 991    |
| Double American Round | Dritter       | William Thompson                                             | 949    |
| Double American Round | Vierter       | Charles Woodruff                                             | 907    |
| Double American Round | Fünfter       | William Clark                                                | 880    |
| Double American Round | Sechster      | Homer Taylor                                                 | 862    |
| Double American Round | Siebter       | Benjamin Keys                                                | 840    |
| Double American Round | Achter        | Wallace Bryant                                               | 818    |
| Double American Round | Neunter       | Cyrus Dallin                                                 | 816    |
| Double American Round | Zehnter       | Henry Richardson                                             | 813    |
| Double American Round | Elfter        | Charles Hubbard                                              | 779    |
| Double American Round | Zwölfter      | Lewis Maxson                                                 | 777    |
| Double American Round | 13.           | Galen Spencer                                                | 701    |
| Double American Round | 14.           | Samuel Duvall                                                | 699    |
| Double American Round | 15.           | Ernest Frentz                                                | 665    |
| Double American Round | 16.           | Amos Casselman                                               | 628    |
| Double American Round | 17.           | Ralph Taylor                                                 | 533    |
| Double American Round | 18.           | Edward Bruce                                                 | 516    |
| Double American Round | 19.           | Edward Weston jr.                                            | 508    |
| Double American Round | 20.           | Edward Weston sr.                                            | 450    |
| Double American Round | 21.           | William Valentine                                            | 347    |
| Team American Round   | Olympiasieger | William Thompson Robert Williams Lewis Maxson Galen Spencer  | 1344   |
| Team American Round   | Zweiter       | Charles Woodruff William Clark Charles Hubbard Samuel Duvall | 1341   |
| Team American Round   | Dritter       | George Bryant Wallace Bryant Cyrus Dallin Henry Richardson   | 1268   |
| Team American Round   | Vierter       | Benjamin Keys Homer Taylor Edward Weston sr. Edward Bruce    | 942    |
| Frauen                |               |                                                              |        |
| Double National Round | Olympiasieger | Matilda Howell                                               | 620    |
| Double National Round | Zweiter       | Emma Cooke                                                   | 419    |
| Double National Round | Dritter       | Jessie Pollock                                               | 419    |
| Double National Round | Vierter       | Laura Woodruff                                               | 234    |
| Double National Round | Fünfter       | Mabel Taylor                                                 | 160    |
| Double National Round | Sechster      | Leonie Taylor                                                | 159    |
| Double Columbia Round | Olympiasieger | Matilda Howell                                               | 867    |
| Double Columbia Round | Zweiter       | Emma Cooke                                                   | 630    |
| Double Columbia Round | Dritter       | Jessie Pollock                                               | 630    |
| Double Columbia Round | Vierter       | Laura Woodruff                                               | 547    |
| Double Columbia Round | Fünfter       | Mabel Taylor                                                 | 243    |
| Double Columbia Round | Sechster      | Leonie Taylor                                                | 229    |
| Team Round            | Olympiasieger | Matilda Howell Jessie Pollock Laura Woodruff Leonie Taylor   | k. A.  |
| Team Round            | Zweiter       | Emma Cooke Mabel Taylor                                      | k. A.  |

### Boxen
| Disziplin      | Platz         | Athlet            | Viertelfinale                   | Halbfinale                   | Finale                            |
| -------------- | ------------- | ----------------- | ------------------------------- | ---------------------------- | --------------------------------- |
| Männer         |               |                   |                                 |                              |                                   |
| Fliegengewicht | Olympiasieger | George Finnegan   | nicht ausgetragen               | nicht ausgetragen            | Besiegte Miles Burke              |
| Fliegengewicht | Zweiter       | Miles Burke       | nicht ausgetragen               | nicht ausgetragen            | Verloren gegen George Finnegan    |
| Bantamweight   | Olympiasieger | Oliver Kirk       | nicht ausgetragen               | nicht ausgetragen            | Besiegte George Finnegan          |
| Bantamweight   | Zweiter       | George Finnegan   | nicht ausgetragen               | nicht ausgetragen            | Verloren gegen Oliver Kirk        |
| Federgewicht   | Olympiasieger | Oliver Kirk       | nicht ausgetragen               | direkt qualifiziert          | Besiegte Frank Haller             |
| Federgewicht   | Zweiter       | Frank Haller      | nicht ausgetragen               | Besiegte Frederick Gilmore   | Verloren gegen Oliver Kirk        |
| Federgewicht   | Dritter       | Frederick Gilmore | nicht ausgetragen               | Verloren gegen Frank Haller  | nicht erreicht                    |
| Leichtgewicht  | Olympiasieger | Harry Spanjer     | Besiegte Kenneth Jewett         | Besiegte Russell van Horn    | Jack Egan DSQ                     |
| Leichtgewicht  | -             | Jack Egan         | Besiegte Joseph Lydon           | Besiegte Peter Sturholdt     | DSQ                               |
| Leichtgewicht  | Zweiter       | Russell van Horn  | Besiegte Arthur Seward          | Verloren gegen Harry Spanjer | Besiegte Peter Sturholdt          |
| Leichtgewicht  | Dritter       | Peter Sturholdt   | Carroll Burton DSQ              | Verloren gegen Jack Egan     | Verloren gegen Russell van Horn   |
| Leichtgewicht  | 4.            | Kenneth Jewett    | Verloren gegen Harry Spanjer    | nicht erreicht               | nicht erreicht                    |
| Leichtgewicht  | 4.            | Joseph Lydon      | Verloren gegen Jack Egan        | nicht erreicht               | nicht erreicht                    |
| Leichtgewicht  | 4.            | Arthur Seward     | Verloren gegen Russell van Horn | nicht erreicht               | nicht erreicht                    |
| Leichtgewicht  | —             | Carroll Burton    | DSQ                             | nicht erreicht               | nicht erreicht                    |
| Weltergewicht  | Olympiasieger | Albert Young      | nicht ausgetragen               | Besiegte Jack Egan           | Besiegte Harry Spanjer            |
| Weltergewicht  | Zweiter       | Harry Spanjer     | nicht ausgetragen               | Besiegte Joseph Lydon        | Verloren gegen Albert Young       |
| Weltergewicht  | 4.            | Jack Egan         | nicht ausgetragen               | Verloren gegen Albert Young  | Kampf um Bronze nicht ausgetragen |
| Weltergewicht  | Dritter       | Joseph Lydon      | nicht ausgetragen               | Verloren gegen Harry Spanjer | Kampf um Bronze nicht ausgetragen |
| Mittelgewicht  | Olympiasieger | Charles Mayer     | nicht ausgetragen               | nicht ausgetragen            | Besiegte Benjamin Spradley        |
| Mittelgewicht  | Zweiter       | Benjamin Spradley | nicht ausgetragen               | nicht ausgetragen            | Verloren gegen Charles Mayer      |
| Schwergewicht  | Olympiasieger | Samuel Berger     | nicht ausgetragen               | Besiegte William Michaels    | Besiegte Charles Mayer            |
| Schwergewicht  | Zweiter       | Charles Mayer     | nicht ausgetragen               |                              | Verloren gegen Samuel Berger      |
| Schwergewicht  | Dritter       | William Michaels  | nicht ausgetragen               | Verloren gegen Samuel Berger | nicht erreicht                    |

### Fechten
| Disziplin           | Platz            | Athlet                 | Halbfinale            | Finale         |
| ------------------- | ---------------- | ---------------------- | --------------------- | -------------- |
| Männer              |                  |                        |                       |                |
| Florett, Einzel     | Fünfter-Sechster | Wilfred Holroyd        | Dritter, Halbfinale B | nicht erreicht |
| Florett, Einzel     | Fünfter-Sechster | Fitzhugh Townsend      | Dritter, Halbfinale A | nicht erreicht |
| Florett, Einzel     | Siebter-Achter   | Theodore Carstens      | Vierter, Halbfinale A | nicht erreicht |
| Florett, Einzel     | Siebter-Achter   | Arthur Fox             | Vierter, Halbfinale B | nicht erreicht |
| Florett, Einzel     | Neunter          | William Grebe          | Fünfter, Halbfinale A | nicht erreicht |
| Degen, Einzel       | Fünfter          | Fitzhugh Townsend      | nicht ausgetragen     | k. A.          |
| Säbel, Einzel       | Zweiter          | William Grebe          | nicht ausgetragen     | Zweiter        |
| Säbel, Einzel       | Vierter          | Theodore Carstens      | nicht ausgetragen     | Vierter        |
| Säbel, Einzel       | Fünfter          | Arthur Fox             | nicht ausgetragen     | Fünfter        |
| Singlestick, Einzel | Zweiter          | William Scott O’Connor | nicht ausgetragen     | Zweiter        |
| Singlestick, Einzel | Dritter          | William Grebe          | nicht ausgetragen     | Dritter        |

### Fußball
| Männer  | |
| Zweiter | Christian Brothers’ College Charles Bartliff, Warren Brittingham, Oscar Brockmeyer, Alexander Cudmore, Charles January, John January, Thomas January, Raymond Lawler, Joseph Lydon, Louis Menges, Peter Ratican |
| Dritter | St. Rose School of St. Louis Joseph Brady, George Edwin Cooke, Thomas Cooke, Cormic Cosgrove, Edward Dierkes, Martin Dooling, Frank Frost, Claude Jameson, Henry Jameson, Johnson, Leo O’Connell, Harry Tate    |

### Gewichtheben
| Männer               |               |               |        |
| Beidarmig            | Zweiter       | Oscar Osthoff | 84,37  |
| Beidarmig            | Dritter       | Frank Kugler  | 79,61  |
| Beidarmig            | Vierter       | Oscar Olson   | 67,81  |
| Disziplin            | Platz         | Athleten      | Punkte |
| Einarmiger Mehrkampf | Olympiasieger | Oscar Osthoff | 48     |
| Einarmiger Mehrkampf | Zweiter       | Fred Winter   | 45     |
| Einarmiger Mehrkampf | Dritter       | Frank Kugler  | 10     |

### Golf
| Disziplin | Platz          | Athlet               | Qualifikation (Punkte) | Sechzehntelfinale                | Achtelfinale                     | Viertelfinale               | Halbfinale                 | Finale                   |
| --------- | -------------- | -------------------- | ---------------------- | -------------------------------- | -------------------------------- | --------------------------- | -------------------------- | ------------------------ |
| Männer    |                |                      |                        |                                  |                                  |                             |                            |                          |
| Einzel    | Zweiter        | Chandler Egan        | 166                    | Besiegte Harry Allen             | Besiegte Nathaniel Moore         | Besiegte Harry Allen        | Besiegte Burt McKinnie     | Verlor gegen George Lyon |
| Einzel    | Dritter        | Burt McKinnie        | 170                    | Besiegte Harold Weber            | Besiegte Robert Hunter           | Besiegte Daniel Sawyer      | Verlor gegen Chandler Egan | nicht erreicht           |
| Einzel    | Dritter        | Francis Newton       | 164                    | Besiegte Edward Cummins          | Besiegte Allan Lard              | Besiegte Mason Phelps       | Verlor gegen George Lyon   | nicht erreicht           |
| Einzel    | Fünfter-Achter | Harry Allen          | 178                    | Besiegte Warren Wood             | Besiegte William Stickney        | Verlor gegen Chandler Egan  | nicht erreicht             | nicht erreicht           |
| Einzel    | Fünfter-Achter | Albert Bond Lambert  | 168                    | Besiegte Walter Egan             | Besiegte Ralph McKittrick        | Verlor gegen George Lyon    | nicht erreicht             | nicht erreicht           |
| Einzel    | Fünfter-Achter | Mason Phelps         | 166                    | Besiegte Frederick Semple        | Besiegte Arthur Havemeyer        | Verlor gegen Francis Newton | nicht erreicht             | nicht erreicht           |
| Einzel    | Fünfter-Achter | Daniel Sawyer        | 169                    | Besiegte Jesse Carlton           | Besiegte Simpson Foulis          | Verlor gegen Burt McKinnie  | nicht erreicht             | nicht erreicht           |
| Einzel    | Neunter-16.    | Simpson Foulis       | 174                    | Besiegte Henry Potter            | Verlor gegen Daniel Sawyer       | nicht erreicht              | nicht erreicht             | nicht erreicht           |
| Einzel    | Neunter-16.    | Arthur Havemeyer     | 178                    | Besiegte Simeon Price            | Verlor gegen Mason Phelps        | nicht erreicht              | nicht erreicht             | nicht erreicht           |
| Einzel    | Neunter-16.    | Robert Hunter        | 171                    | Besiegte Raymond Havemeyer       | Verlor gegen Burt McKinnie       | nicht erreicht              | nicht erreicht             | nicht erreicht           |
| Einzel    | Neunter-16.    | Allan Lard           | 183                    | Besiegte Abner Vickery           | Verlor gegen Francis Newton      | nicht erreicht              | nicht erreicht             | nicht erreicht           |
| Einzel    | Neunter-16.    | Ralph McKittrick     | 163                    | Besiegte Douglass Cadwallader    | Verlor gegen Albert Bond Lambert | nicht erreicht              | nicht erreicht             | nicht erreicht           |
| Einzel    | Neunter-16.    | Nathaniel Moore      | 177                    | Besiegte Orus Jones              | Verlor gegen Chandler Egan       | nicht erreicht              | nicht erreicht             | nicht erreicht           |
| Einzel    | Neunter-16.    | Stuart Stickney      | 163                    | Besiegte William Smith           | Verlor gegen George Lyon         | nicht erreicht              | nicht erreicht             | nicht erreicht           |
| Einzel    | Neunter-16.    | William Stickney     | 165                    | Besiegte Clement Smoot           | Verlor gegen Harry Allen         | nicht erreicht              | nicht erreicht             | nicht erreicht           |
| Einzel    | 17.–32.        | Douglass Cadwallader | 170                    | Verlor gegen Ralph McKittrick    | nicht erreicht                   | nicht erreicht              | nicht erreicht             | nicht erreicht           |
| Einzel    | 17.–32.        | John Deere Cady      | 182                    | Verlor gegen George Lyon         | nicht erreicht                   | nicht erreicht              | nicht erreicht             | nicht erreicht           |
| Einzel    | 17.–32.        | Jesse Carleton       | 174                    | Verlor gegen Daniel Sawyer       | nicht erreicht                   | nicht erreicht              | nicht erreicht             | nicht erreicht           |
| Einzel    | 17.–32.        | Edward Cummins       | 179                    | Verlor gegen Francis Newton      | nicht erreicht                   | nicht erreicht              | nicht erreicht             | nicht erreicht           |
| Einzel    | 17.–32.        | Walter Egan          | 165                    | Verlor gegen Albert Bond Lambert | nicht erreicht                   | nicht erreicht              | nicht erreicht             | nicht erreicht           |
| Einzel    | 17.–32.        | Harold Fraser        | 183                    | Verlor gegen Chandler Egan       | nicht erreicht                   | nicht erreicht              | nicht erreicht             | nicht erreicht           |
| Einzel    | 17.–32.        | Raymond Havemeyer    | 183                    | Verlor gegen Robert Hunter       | nicht erreicht                   | nicht erreicht              | nicht erreicht             | nicht erreicht           |
| Einzel    | 17.–32.        | Orus Jones           | 177                    | Verlor gegen Nathaniel Moore     | nicht erreicht                   | nicht erreicht              | nicht erreicht             | nicht erreicht           |
| Einzel    | 17.–32.        | Henry Potter         | 173                    | Verlor gegen Simpson Foulis      | nicht erreicht                   | nicht erreicht              | nicht erreicht             | nicht erreicht           |
| Einzel    | 17.–32.        | Simeon Price         | 177                    | Verlor gegen Arthur Havemeyer    | nicht erreicht                   | nicht erreicht              | nicht erreicht             | nicht erreicht           |
| Einzel    | 17.–32.        | Frederick Semple     | 180                    | Verlor gegen Mason Phelps        | nicht erreicht                   | nicht erreicht              | nicht erreicht             | nicht erreicht           |
| Einzel    | 17.–32.        | William Smith        | 183                    | Verlor gegen Stuart Stickney     | nicht erreicht                   | nicht erreicht              | nicht erreicht             | nicht erreicht           |
| Einzel    | 17.–32.        | Clement Smoot        | 178                    | Verlor gegen William Stickney    | nicht erreicht                   | nicht erreicht              | nicht erreicht             | nicht erreicht           |
| Einzel    | 17.–32.        | Abner Vickery        | 182                    | Verlor gegen Allan Lard          | nicht erreicht                   | nicht erreicht              | nicht erreicht             | nicht erreicht           |
| Einzel    | 17.–32.        | Harold Weber         | 174                    | Verlor gegen Burt McKinnie       | nicht erreicht                   | nicht erreicht              | nicht erreicht             | nicht erreicht           |
| Einzel    | 17.–32.        | Warren Wood          | 170                    | Verlor gegen Harry Allen         | nicht erreicht                   | nicht erreicht              | nicht erreicht             | nicht erreicht           |
| Einzel    | 33.            | Bart Adams           | 184                    | nicht erreicht                   | nicht erreicht                   | nicht erreicht              | nicht erreicht             | nicht erreicht           |
| Einzel    | 33.            | William Burton       | 184                    | nicht erreicht                   | nicht erreicht                   | nicht erreicht              | nicht erreicht             | nicht erreicht           |
| Einzel    | 35.            | Louis Boyd           | 185                    | nicht erreicht                   | nicht erreicht                   | nicht erreicht              | nicht erreicht             | nicht erreicht           |
| Einzel    | 35.            | Charles Scudder      | 185                    | nicht erreicht                   | nicht erreicht                   | nicht erreicht              | nicht erreicht             | nicht erreicht           |
| Einzel    | 37.            | Edwin Hunter         | 187                    | nicht erreicht                   | nicht erreicht                   | nicht erreicht              | nicht erreicht             | nicht erreicht           |
| Einzel    | 37.            | Harold Simkins       | 187                    | nicht erreicht                   | nicht erreicht                   | nicht erreicht              | nicht erreicht             | nicht erreicht           |
| Einzel    | 39.            | John Rahm            | 188                    | nicht erreicht                   | nicht erreicht                   | nicht erreicht              | nicht erreicht             | nicht erreicht           |
| Einzel    | 40.            | Arthur Hussey        | 191                    | nicht erreicht                   | nicht erreicht                   | nicht erreicht              | nicht erreicht             | nicht erreicht           |
| Einzel    | 40.            | Herbert Sumney       | 191                    | nicht erreicht                   | nicht erreicht                   | nicht erreicht              | nicht erreicht             | nicht erreicht           |
| Einzel    | 42.            | Campbell Brown       | 192                    | nicht erreicht                   | nicht erreicht                   | nicht erreicht              | nicht erreicht             | nicht erreicht           |
| Einzel    | 42.            | Henry Case           | 192                    | nicht erreicht                   | nicht erreicht                   | nicht erreicht              | nicht erreicht             | nicht erreicht           |
| Einzel    | 42.            | Edgar Davis          | 192                    | nicht erreicht                   | nicht erreicht                   | nicht erreicht              | nicht erreicht             | nicht erreicht           |
| Einzel    | 45.            | R. H. Flack          | 195                    | nicht erreicht                   | nicht erreicht                   | nicht erreicht              | nicht erreicht             | nicht erreicht           |
| Einzel    | 45.            | George Powell        | 195                    | nicht erreicht                   | nicht erreicht                   | nicht erreicht              | nicht erreicht             | nicht erreicht           |
| Einzel    | 45.            | Charles Willard      | 195                    | nicht erreicht                   | nicht erreicht                   | nicht erreicht              | nicht erreicht             | nicht erreicht           |
| Einzel    | 48.            | Charles Potter       | 196                    | nicht erreicht                   | nicht erreicht                   | nicht erreicht              | nicht erreicht             | nicht erreicht           |
| Einzel    | 48.            | George Thomas        | 196                    | nicht erreicht                   | nicht erreicht                   | nicht erreicht              | nicht erreicht             | nicht erreicht           |
| Einzel    | 50.            | George Oliver        | 197                    | nicht erreicht                   | nicht erreicht                   | nicht erreicht              | nicht erreicht             | nicht erreicht           |
| Einzel    | 51.            | Walter Hersey        | 198                    | nicht erreicht                   | nicht erreicht                   | nicht erreicht              | nicht erreicht             | nicht erreicht           |
| Einzel    | 52.            | John Brandt          | 199                    | nicht erreicht                   | nicht erreicht                   | nicht erreicht              | nicht erreicht             | nicht erreicht           |
| Einzel    | 52.            | Bernard Edmunds      | 199                    | nicht erreicht                   | nicht erreicht                   | nicht erreicht              | nicht erreicht             | nicht erreicht           |
| Einzel    | 54.            | Frederick Newbery    | 201                    | nicht erreicht                   | nicht erreicht                   | nicht erreicht              | nicht erreicht             | nicht erreicht           |
| Einzel    | 55.            | Alfred Annan         | 202                    | nicht erreicht                   | nicht erreicht                   | nicht erreicht              | nicht erreicht             | nicht erreicht           |
| Einzel    | 55.            | Leon Hazelton        | 202                    | nicht erreicht                   | nicht erreicht                   | nicht erreicht              | nicht erreicht             | nicht erreicht           |
| Einzel    | 57.            | Murray Carleton      | 203                    | nicht erreicht                   | nicht erreicht                   | nicht erreicht              | nicht erreicht             | nicht erreicht           |
| Einzel    | 58.            | Louis Allis          | 205                    | nicht erreicht                   | nicht erreicht                   | nicht erreicht              | nicht erreicht             | nicht erreicht           |
| Einzel    | 59.            | John Watson          | 206                    | nicht erreicht                   | nicht erreicht                   | nicht erreicht              | nicht erreicht             | nicht erreicht           |
| Einzel    | 60.            | Jarvis Hunt          | 207                    | nicht erreicht                   | nicht erreicht                   | nicht erreicht              | nicht erreicht             | nicht erreicht           |
| Einzel    | 60.            | Alexander Mackintosh | 207                    | nicht erreicht                   | nicht erreicht                   | nicht erreicht              | nicht erreicht             | nicht erreicht           |
| Einzel    | 62.            | Wallace Shaw         | 209                    | nicht erreicht                   | nicht erreicht                   | nicht erreicht              | nicht erreicht             | nicht erreicht           |
| Einzel    | 62.            | William Withers      | 209                    | nicht erreicht                   | nicht erreicht                   | nicht erreicht              | nicht erreicht             | nicht erreicht           |
| Einzel    | 64.            | Joseph Howard        | 210                    | nicht erreicht                   | nicht erreicht                   | nicht erreicht              | nicht erreicht             | nicht erreicht           |
| Einzel    | 66.            | James Stack          | 213                    | nicht erreicht                   | nicht erreicht                   | nicht erreicht              | nicht erreicht             | nicht erreicht           |
| Einzel    | 66.            | Mead Yates           | 213                    | nicht erreicht                   | nicht erreicht                   | nicht erreicht              | nicht erreicht             | nicht erreicht           |
| Einzel    | 68.            | William Groseclose   | 214                    | nicht erreicht                   | nicht erreicht                   | nicht erreicht              | nicht erreicht             | nicht erreicht           |
| Einzel    | 68.            | Simon Harbaugh       | 214                    | nicht erreicht                   | nicht erreicht                   | nicht erreicht              | nicht erreicht             | nicht erreicht           |
| Einzel    | 70.            | Edward Lansing       | 219                    | nicht erreicht                   | nicht erreicht                   | nicht erreicht              | nicht erreicht             | nicht erreicht           |
| Einzel    | 71.            | Edward Gould         | 222                    | nicht erreicht                   | nicht erreicht                   | nicht erreicht              | nicht erreicht             | nicht erreicht           |
| Einzel    | 72.            | Clarence Angier      | 226                    | nicht erreicht                   | nicht erreicht                   | nicht erreicht              | nicht erreicht             | nicht erreicht           |
| Einzel    | 74.            | Lee Jones            | 240                    | nicht erreicht                   | nicht erreicht                   | nicht erreicht              | nicht erreicht             | nicht erreicht           |
| Einzel    | —              | Charles Cory         | DNF                    | nicht erreicht                   | nicht erreicht                   | nicht erreicht              | nicht erreicht             | nicht erreicht           |

| Männer     |               | |      |
| Mannschaft | Olympiasieger | Western Golf Association Chandler Egan, Daniel Sawyer, Robert Hunter, Kenneth Edwards, Clement Smoot, Warren Wood, Mason Phelps, Walter Egan, Edward Cummins, Nathaniel Moore                             | 1749 |
| Mannschaft | Zweiter       | Trans-Mississippi Golf Association Francis Newton, Henry Potter, Ralph McKittrick, Albert Bond Lambert, Frederick Semple, Stuart Stickney, Burt McKinnie, William Stickney, John Maxwell, John Deere Cady | 1770 |
| Mannschaft | Dritter       | United States Golf Association Douglass Cadwallader, Allan Lard, Jesse Carleton, Simeon Price, Harold Weber, John Rahm, Arthur Hussey, Orus Jones, Harold Fraser, George Oliver                           | 1839 |

### Lacrosse
| Männer  | |
| Zweiter | St. Louis Amateur Athletic Association Hugh Grogan, J. W. Dowling, W. R. Gibson, Tom Hunter, William Murphy, William Partridge, George Passmore, William Passmore, W. J. Ross, Jack Sullivan, Albert Venn, A. M. Woods |

### Leichtathletik
| Disziplin        | Platz         | Athlet                                                                    | Vorlauf                   | Hoffnungslauf       | Finale         |
| ---------------- | ------------- | ------------------------------------------------------------------------- | ------------------------- | ------------------- | -------------- |
| Männer           |               |                                                                           |                           |                     |                |
| 60 Meter         | Olympiasieger | Archie Hahn                                                               | 7,2 s Erster, 3. Vorlauf  | direkt qualifiziert | 7,0 s          |
| 60 Meter         | Zweiter       | William Hogenson                                                          | 7,0 s Erster, 2. Vorlauf  | direkt qualifiziert | 7,2 s          |
| 60 Meter         | Dritter       | Fay Moulton                                                               | k. A. Erster, 4. Vorlauf  | direkt qualifiziert | 7,2 s          |
| 60 Meter         | Vierter       | Clyde Blair                                                               | 7,0 s Erster, 1. Vorlauf  | direkt qualifiziert | 7,2 s          |
| 60 Meter         | Fünfter       | Myer Prinstein                                                            | k. A Zweiter, 1. Vorlauf  | 7,2 s Zweiter       | k. A.          |
| 60 Meter         | Sechster      | Frank Castleman                                                           | k. A. Zweiter, 2. Vorlauf | 7,2 s Erster        | k. A.          |
| 60 Meter         | 7.–8.         | Nathaniel Cartmell                                                        | k. A. Zweiter, 4. Vorlauf | k. A. 3.–4.         | nicht erreicht |
| 60 Meter         | 9.–12.        | Will Hunter                                                               | k. A. 3.–4., 1. Vorlauf   | nicht erreicht      | nicht erreicht |
| 60 Meter         | 9.–12.        | George Poage                                                              | k. A. 3.–4., 1. Vorlauf   | nicht erreicht      | nicht erreicht |
| 60 Meter         | 9.–12.        | Lawson Robertson                                                          | k. A. 3., 3. Vorlauf      | nicht erreicht      | nicht erreicht |
| 100 Meter        | Olympiasieger | Archie Hahn                                                               | 11,4 s 1., 1. Vorlauf     | nicht ausgetragen   | 11,0 s         |
| 100 Meter        | Zweiter       | Nathaniel Cartmell                                                        | 11,4 s Erster, 3. Vorlauf | nicht ausgetragen   | 11,2 s         |
| 100 Meter        | Dritter       | William Hogenson                                                          | 11,6 s Erster, 2. Vorlauf | nicht ausgetragen   | 11,2 s         |
| 100 Meter        | Vierter       | Fay Moulton                                                               | k. A. Zweiter, 3. Vorlauf | nicht ausgetragen   | k. A.          |
| 100 Meter        | Fünfter       | Frederick Heckwolf                                                        | k. A. Zweiter, 2. Vorlauf | nicht ausgetragen   | k. A.          |
| 100 Meter        | Sechster      | Lawson Robertson                                                          | k. A. Zweiter, 1. Vorlauf | nicht ausgetragen   | k. A.          |
| 100 Meter        | 7.–11.        | Clyde Blair                                                               | k. A. Dritter, 3. Vorlauf | nicht ausgetragen   | nicht erreicht |
| 100 Meter        | 7.–11.        | Frank Castleman                                                           | k. A. Vierter, 3. Vorlauf | nicht ausgetragen   | nicht erreicht |
| 100 Meter        | 7.–11.        | Myer Prinstein                                                            | k. A. Vierter, 2. Vorlauf | nicht ausgetragen   | nicht erreicht |
| 200 Meter        | Olympiasieger | Archie Hahn                                                               | 22,2 s Erster, 1. Vorlauf | nicht ausgetragen   | 21,6 s (OR)    |
| 200 Meter        | Zweiter       | Nathaniel Cartmell                                                        | k. A. Zweiter, 1. Vorlauf | nicht ausgetragen   | 21,9 s         |
| 200 Meter        | Dritter       | William Hogenson                                                          | 22,8 s Erster, 2. Vorlauf | nicht ausgetragen   | k. A.          |
| 200 Meter        | Vierter       | Fay Moulton                                                               | k. A. Zweiter, 2. Vorlauf | nicht ausgetragen   | k. A.          |
| 400 m            | Olympiasieger | Harry Hillman                                                             | nicht ausgetragen         | nicht ausgetragen   | 49,2 s (OR)    |
| 400 m            | Zweiter       | Frank Waller                                                              | nicht ausgetragen         | nicht ausgetragen   | 49,9 s         |
| 400 m            | Dritter       | Herman Groman                                                             | nicht ausgetragen         | nicht ausgetragen   | 50,0 s         |
| 400 m            | Vierter       | Joseph Fleming                                                            | nicht ausgetragen         | nicht ausgetragen   | k. A.          |
| 400 m            | Fünfter       | Myer Prinstein                                                            | nicht ausgetragen         | nicht ausgetragen   | k. A.          |
| 400 m            | Sechster      | George Poage                                                              | nicht ausgetragen         | nicht ausgetragen   | k. A.          |
| 400 m            | 7.–12.        | Clyde Blair                                                               | nicht ausgetragen         | nicht ausgetragen   | k. A.          |
| 400 m            | 7.–12.        | Paul Pilgrim                                                              | nicht ausgetragen         | nicht ausgetragen   | k. A.          |
| 400 m            | 7.–12.        | George Underwood                                                          | nicht ausgetragen         | nicht ausgetragen   | k. A.          |
| 400 m            | 7.–12.        | Howard Valentine                                                          | nicht ausgetragen         | nicht ausgetragen   | k. A.          |
| 800 m            | Olympiasieger | James Lightbody                                                           | nicht ausgetragen         | nicht ausgetragen   | 1:56,0 (OR)    |
| 800 m            | Zweiter       | Howard Valentine                                                          | nicht ausgetragen         | nicht ausgetragen   | 1:56,3         |
| 800 m            | Dritter       | Emil Breitkreutz                                                          | nicht ausgetragen         | nicht ausgetragen   | 1:56,4         |
| 800 m            | Vierter       | George Underwood                                                          | nicht ausgetragen         | nicht ausgetragen   | k. A.          |
| 800 m            | Sechster      | Frank Verner                                                              | nicht ausgetragen         | nicht ausgetragen   | k. A.          |
| 800 m            | 7.–13.        | George Bonhag                                                             | nicht ausgetragen         | nicht ausgetragen   | k. A.          |
| 800 m            | 7.–13.        | Harvey Cohn                                                               | nicht ausgetragen         | nicht ausgetragen   | k. A.          |
| 800 m            | 7.–13.        | Lacey Hearn                                                               | nicht ausgetragen         | nicht ausgetragen   | k. A.          |
| 800 m            | 7.–13.        | John Joyce                                                                | nicht ausgetragen         | nicht ausgetragen   | k. A.          |
| 800 m            | 7.–13.        | Paul Pilgrim                                                              | nicht ausgetragen         | nicht ausgetragen   | k. A.          |
| 1500 m           | Olympiasieger | James Lightbody                                                           | nicht ausgetragen         | nicht ausgetragen   | 4:05,4 (OR)    |
| 1500 m           | Zweiter       | Frank Verner                                                              | nicht ausgetragen         | nicht ausgetragen   | 4:06,8         |
| 1500 m           | Dritter       | Lacey Hearn                                                               | nicht ausgetragen         | nicht ausgetragen   | k. A.          |
| 1500 m           | Vierter       | David Munson                                                              | nicht ausgetragen         | nicht ausgetragen   | k. A.          |
| 1500 m           | Siebter       | Howard Valentine                                                          | nicht ausgetragen         | nicht ausgetragen   | k. A.          |
| 1500 m           | Achter        | Harvey Cohn                                                               | nicht ausgetragen         | nicht ausgetragen   | k. A.          |
| 1500 m           | Neunter       | Charles Bacon                                                             | nicht ausgetragen         | nicht ausgetragen   | k. A.          |
| 110 m Hürden     | Olympiasieger | Fred Schule                                                               | 16,2 s Erster, 1. Vorlauf | nicht ausgetragen   | 16,0 s         |
| 110 m Hürden     | Zweiter       | Thaddeus Shideler                                                         | k. A. Zweiter, 2. Vorlauf | nicht ausgetragen   | 16,3 s         |
| 110 m Hürden     | Dritter       | Lesley Ashburner                                                          | k. A. Zweiter, 1. Vorlauf | nicht ausgetragen   | 16,4 s         |
| 110 m Hürden     | Vierter       | Frank Castleman                                                           | 16,2 s Erster, 2. Vorlauf | nicht ausgetragen   | k. A.          |
| 110 m Hürden     | 5.–7.         | Craig McLanahan                                                           | k. A. Dritter, 1. Vorlauf | nicht ausgetragen   | k. A.          |
| 200 m Hürden     | Olympiasieger | Harry Hillman                                                             | nicht ausgetragen         | nicht ausgetragen   | 24,6 s (OR)    |
| 200 m Hürden     | Zweiter       | Frank Castleman                                                           | nicht ausgetragen         | nicht ausgetragen   | 24,9 s         |
| 200 m Hürden     | Dritter       | George Poage                                                              | nicht ausgetragen         | nicht ausgetragen   | k. A.          |
| 200 m Hürden     | Vierter       | George Varnell                                                            | nicht ausgetragen         | nicht ausgetragen   | k. A.          |
| 200 m Hürden     | Fünfter       | Fred Schule                                                               | nicht ausgetragen         | nicht ausgetragen   | k. A.          |
| 400 m Hürden     | Olympiasieger | Harry Hillman                                                             | nicht ausgetragen         | nicht ausgetragen   | 53,0 s         |
| 400 m Hürden     | Zweiter       | Frank Waller                                                              | nicht ausgetragen         | nicht ausgetragen   | 53,2 s         |
| 400 m Hürden     | Dritter       | George Poage                                                              | nicht ausgetragen         | nicht ausgetragen   | k. A.          |
| 400 m Hürden     | Vierter       | George Varnell                                                            | nicht ausgetragen         | nicht ausgetragen   | k. A.          |
| 2590 m Hindernis | Olympiasieger | James Lightbody                                                           | nicht ausgetragen         | nicht ausgetragen   | 7:39,6         |
| 2590 m Hindernis | Dritter       | Arthur Newton                                                             | nicht ausgetragen         | nicht ausgetragen   | k. A.          |
| 2590 m Hindernis | Vierter       | Frank Verner                                                              | nicht ausgetragen         | nicht ausgetragen   | k. A.          |
| 2590 m Hindernis | 5.–7.         | Harvey Cohn                                                               | nicht ausgetragen         | nicht ausgetragen   | k. A.          |
| 2590 m Hindernis | 5.–7.         | David Munson                                                              | nicht ausgetragen         | nicht ausgetragen   | k. A.          |
| 2590 m Hindernis | 5.–7.         | Richard Sanford                                                           | nicht ausgetragen         | nicht ausgetragen   | k. A.          |
| Marathon         | Olympiasieger | Thomas Hicks                                                              | nicht ausgetragen         | nicht ausgetragen   | 3:28:53        |
| Marathon         | Zweiter       | Albert Corey                                                              | nicht ausgetragen         | nicht ausgetragen   | 3:34:52        |
| Marathon         | Dritter       | Arthur Newton                                                             | nicht ausgetragen         | nicht ausgetragen   | 3:47:33        |
| Marathon         | Sechster      | David Kneeland                                                            | nicht ausgetragen         | nicht ausgetragen   | k. A.          |
| Marathon         | Siebter       | Harry Brawley                                                             | nicht ausgetragen         | nicht ausgetragen   | k. A.          |
| Marathon         | Achter        | Sidney Hatch                                                              | nicht ausgetragen         | nicht ausgetragen   | k. A.          |
| Marathon         | Elfter        | Harry Devlin                                                              | nicht ausgetragen         | nicht ausgetragen   | k. A.          |
| Marathon         | 13.           | John Furla                                                                | nicht ausgetragen         | nicht ausgetragen   | k. A.          |
| Marathon         | —             | Edward Carr                                                               | nicht ausgetragen         | nicht ausgetragen   | DNF            |
| Marathon         | —             | Robert Fowler                                                             | nicht ausgetragen         | nicht ausgetragen   | DNF            |
| Marathon         | —             | John Foy                                                                  | nicht ausgetragen         | nicht ausgetragen   | DNF            |
| Marathon         | —             | William Garcia                                                            | nicht ausgetragen         | nicht ausgetragen   | DNF            |
| Marathon         | —             | Thomas Kennedy                                                            | nicht ausgetragen         | nicht ausgetragen   | DNF            |
| Marathon         | —             | John Lordan                                                               | nicht ausgetragen         | nicht ausgetragen   | DNF            |
| Marathon         | —             | Sammy Mellor                                                              | nicht ausgetragen         | nicht ausgetragen   | DNF            |
| Marathon         | —             | Frank Pierce                                                              | nicht ausgetragen         | nicht ausgetragen   | DNF            |
| Marathon         | —             | Guy Porter                                                                | nicht ausgetragen         | nicht ausgetragen   | DNF            |
| Marathon         | —             | Mike Spring                                                               | nicht ausgetragen         | nicht ausgetragen   | DNF            |
| Marathon         | —             | Frederick Lorz                                                            | nicht ausgetragen         | nicht ausgetragen   | DSQ            |
| Disziplin        | Platz         | Athlet                                                                    |                           |                     | Punkte         |
| Mannschaftslauf  | Olympiasieger | Arthur Newton George Underwood Paul Pilgrim Howard Valentine David Munson | nicht ausgetragen         | nicht ausgetragen   | 27             |
| Mannschaftslauf  | Zweiter       | James Lightbody Frank Verner Lacey Hearn Albert Corey Sidney Hatch        | nicht ausgetragen         | nicht ausgetragen   | 28             |
| Event            | Platz         | Athlet                                                                    |                           |                     | Finale         |
| Weitsprung       | Olympiasieger | Myer Prinstein                                                            | nicht ausgetragen         | nicht ausgetragen   | 7,34 m (OR)    |
| Weitsprung       | Zweiter       | Daniel Frank                                                              | nicht ausgetragen         | nicht ausgetragen   | 6,89 m         |
| Weitsprung       | Dritter       | Robert Stangland                                                          | nicht ausgetragen         | nicht ausgetragen   | 6,88 m         |
| Weitsprung       | Vierter       | Fred Englehardt                                                           | nicht ausgetragen         | nicht ausgetragen   | 6,63 m         |
| Weitsprung       | Fünfter       | Gilbert Van Cleve                                                         | nicht ausgetragen         | nicht ausgetragen   | k. A.          |
| Weitsprung       | Sechster      | John Hagerman                                                             | nicht ausgetragen         | nicht ausgetragen   | k. A.          |
| Weitsprung       | 7.–10.        | John Oxley                                                                | nicht ausgetragen         | nicht ausgetragen   | k. A.          |
| Dreisprung       | Olympiasieger | Myer Prinstein                                                            | nicht ausgetragen         | nicht ausgetragen   | 14,35 m        |
| Dreisprung       | Zweiter       | Fred Englehardt                                                           | nicht ausgetragen         | nicht ausgetragen   | 13,90 m        |
| Dreisprung       | Dritter       | Robert Stangland                                                          | nicht ausgetragen         | nicht ausgetragen   | 13,36 m        |
| Dreisprung       | Vierter       | John Fuhrer                                                               | nicht ausgetragen         | nicht ausgetragen   | 12,91 m        |
| Dreisprung       | Fünfter       | Gilbert Van Cleve                                                         | nicht ausgetragen         | nicht ausgetragen   | k. A.          |
| Dreisprung       | Sechster      | John Hagerman                                                             | nicht ausgetragen         | nicht ausgetragen   | k. A.          |
| Dreisprung       | Siebter       | Samuel Jones                                                              | nicht ausgetragen         | nicht ausgetragen   | k. A.          |
| Hochsprung       | Olympiasieger | Samuel Jones                                                              | nicht ausgetragen         | nicht ausgetragen   | 1,80 m         |
| Hochsprung       | Zweiter       | Garrett Serviss                                                           | nicht ausgetragen         | nicht ausgetragen   | 1,77 me        |
| Hochsprung       | Fünfter       | Emil Freymark                                                             | nicht ausgetragen         | nicht ausgetragen   | k. A.          |
| Hochsprung       | Sechster      | Ervin Barker                                                              | nicht ausgetragen         | nicht ausgetragen   | 1,70 m         |
| Stabhochsprung   | Olympiasieger | Charles Dvorak                                                            | nicht ausgetragen         | nicht ausgetragen   | 3,50 m (OR)    |
| Stabhochsprung   | Zweiter       | LeRoy Samse                                                               | nicht ausgetragen         | nicht ausgetragen   | 3,35 m         |
| Stabhochsprung   | Dritter       | Louis Wilkins                                                             | nicht ausgetragen         | nicht ausgetragen   | 3,35 m         |
| Stabhochsprung   | Vierter       | Craig McLanahan                                                           | nicht ausgetragen         | nicht ausgetragen   | 3,35 m         |
| Stabhochsprung   | Fünfter       | Claude Allen                                                              | nicht ausgetragen         | nicht ausgetragen   | 3,35 m         |
| Stabhochsprung   | Sechster      | Walter Dray                                                               | nicht ausgetragen         | nicht ausgetragen   | k. A.          |
| Standweitsprung  | Olympiasieger | Ray Ewry                                                                  | nicht ausgetragen         | nicht ausgetragen   | 3,47 m (OR)    |
| Standweitsprung  | Zweiter       | Charles King                                                              | nicht ausgetragen         | nicht ausgetragen   | 3,27 m         |
| Standweitsprung  | Dritter       | John Biller                                                               | nicht ausgetragen         | nicht ausgetragen   | 3,25 m         |
| Standweitsprung  | Vierter       | Henry Field                                                               | nicht ausgetragen         | nicht ausgetragen   | 3,18 m         |
| Standdreisprung  | Olympiasieger | Ray Ewry                                                                  | nicht ausgetragen         | nicht ausgetragen   | 10,54 m        |
| Standdreisprung  | Zweiter       | Charles King                                                              | nicht ausgetragen         | nicht ausgetragen   | 10,16 m        |
| Standdreisprung  | Dritter       | Joseph Stadler                                                            | nicht ausgetragen         | nicht ausgetragen   | 9,60 m         |
| Standdreisprung  | Vierter       | Garrett Serviss                                                           | nicht ausgetragen         | nicht ausgetragen   | 9,53 m         |
| Standhochsprung  | Olympiasieger | Ray Ewry                                                                  | nicht ausgetragen         | nicht ausgetragen   | 1,60 m         |
| Standhochsprung  | Zweiter       | Joseph Stadler                                                            | nicht ausgetragen         | nicht ausgetragen   | 1,44 m         |
| Standhochsprung  | Dritter       | Lawson Robertson                                                          | nicht ausgetragen         | nicht ausgetragen   | 1,44 m         |
| Standhochsprung  | Vierter       | John Biller                                                               | nicht ausgetragen         | nicht ausgetragen   | 1,42 m         |
| Kugelstoßen      | Olympiasieger | Ralph Rose                                                                | nicht ausgetragen         | nicht ausgetragen   | 14,81 m (OR)   |
| Kugelstoßen      | Zweiter       | Wesley Coe                                                                | nicht ausgetragen         | nicht ausgetragen   | 14,40 m        |
| Kugelstoßen      | Dritter       | Lawrence Feuerbach                                                        | nicht ausgetragen         | nicht ausgetragen   | 13,37 m        |
| Kugelstoßen      | Vierter       | Martin Sheridan                                                           | nicht ausgetragen         | nicht ausgetragen   | 12,39 m        |
| Kugelstoßen      | Fünfter       | Charles Chadwick                                                          | nicht ausgetragen         | nicht ausgetragen   | k. A.          |
| Kugelstoßen      | Sechster      | Albert Johnson                                                            | nicht ausgetragen         | nicht ausgetragen   | k. A.          |
| Kugelstoßen      | Siebter       | John Guiney                                                               | nicht ausgetragen         | nicht ausgetragen   | k. A.          |
| Diskuswurf       | Olympiasieger | Martin Sheridan                                                           | nicht ausgetragen         | nicht ausgetragen   | 39,28 m (OR)   |
| Diskuswurf       | Zweiter       | Ralph Rose                                                                | nicht ausgetragen         | nicht ausgetragen   | 39,28 m (OR)   |
| Diskuswurf       | Vierter       | John Flanagan                                                             | nicht ausgetragen         | nicht ausgetragen   | 36,14 m        |
| Diskuswurf       | Fünfter       | John Biller                                                               | nicht ausgetragen         | nicht ausgetragen   | k. A.          |
| Diskuswurf       | Sechster      | James Mitchel                                                             | nicht ausgetragen         | nicht ausgetragen   | k. A.          |
| Hammerwurf       | Olympiasieger | John Flanagan                                                             | nicht ausgetragen         | nicht ausgetragen   | 51,23 m (OR)   |
| Hammerwurf       | Zweiter       | John DeWitt                                                               | nicht ausgetragen         | nicht ausgetragen   | 50,26 m        |
| Hammerwurf       | Dritter       | Ralph Rose                                                                | nicht ausgetragen         | nicht ausgetragen   | 45,73 m        |
| Hammerwurf       | Vierter       | Charles Chadwick                                                          | nicht ausgetragen         | nicht ausgetragen   | 42,78 m        |
| Hammerwurf       | Fünfter       | James Mitchel                                                             | nicht ausgetragen         | nicht ausgetragen   | k. A.          |
| Hammerwurf       | Sechster      | Albert Johnson                                                            | nicht ausgetragen         | nicht ausgetragen   | k. A.          |
| Gewichtweitwurf  | Zweiter       | John Flanagan                                                             | nicht ausgetragen         | nicht ausgetragen   | 10,16 m        |
| Gewichtweitwurf  | Dritter       | James Mitchel                                                             | nicht ausgetragen         | nicht ausgetragen   | 10,13 m        |
| Gewichtweitwurf  | Vierter       | Charles Hennemann                                                         | nicht ausgetragen         | nicht ausgetragen   | 9,18 m         |
| Gewichtweitwurf  | Fünfter       | Charles Chadwick                                                          | nicht ausgetragen         | nicht ausgetragen   | k. A.          |
| Gewichtweitwurf  | Sechster      | Ralph Rose                                                                | nicht ausgetragen         | nicht ausgetragen   | 8,53 m         |
| Disziplin        | Platz         | Athlet                                                                    |                           |                     | Punkte         |
| Dreikampf        | Olympiasieger | Max Emmerich                                                              | nicht ausgetragen         | nicht ausgetragen   | 35,7           |
| Dreikampf        | Zweiter       | John Grieb                                                                | nicht ausgetragen         | nicht ausgetragen   | 34,0           |
| Dreikampf        | Dritter       | William Merz                                                              | nicht ausgetragen         | nicht ausgetragen   | 32,9           |
| Dreikampf        | Vierter       | George Mayer                                                              | nicht ausgetragen         | nicht ausgetragen   | 32,4           |
| Dreikampf        | Fünfter       | John Bissinger                                                            | nicht ausgetragen         | nicht ausgetragen   | 30,8           |
| Dreikampf        | Sechster      | Philip Kassel                                                             | nicht ausgetragen         | nicht ausgetragen   | 30,1           |
| Dreikampf        | Siebter       | Fred Schmind                                                              | nicht ausgetragen         | nicht ausgetragen   | 30,0           |
| Dreikampf        | Zehnter       | Max Hess                                                                  | nicht ausgetragen         | nicht ausgetragen   | 29,6           |
| Dreikampf        | Zehnter       | Otto Niemand                                                              | nicht ausgetragen         | nicht ausgetragen   | 29,6           |
| Dreikampf        | Zwölfter      | Edward Siegler                                                            | nicht ausgetragen         | nicht ausgetragen   | 29,2           |
| Dreikampf        | 13.           | John Laichinger                                                           | nicht ausgetragen         | nicht ausgetragen   | 29,1           |
| Dreikampf        | 14.           | Otto Boehnke                                                              | nicht ausgetragen         | nicht ausgetragen   | 28,7           |
| Dreikampf        | 14.           | George Stapf                                                              | nicht ausgetragen         | nicht ausgetragen   | 28,7           |
| Dreikampf        | 16.           | Andrew Neu                                                                | nicht ausgetragen         | nicht ausgetragen   | 28,6           |
| Dreikampf        | 17.           | Bob Reynolds                                                              | nicht ausgetragen         | nicht ausgetragen   | 28,5           |
| Dreikampf        | 17.           | Frank Schicke                                                             | nicht ausgetragen         | nicht ausgetragen   | 28,5           |
| Dreikampf        | 19.           | Ernst Reckeweg                                                            | nicht ausgetragen         | nicht ausgetragen   | 28,2           |
| Dreikampf        | 20.           | Otto Steffen                                                              | nicht ausgetragen         | nicht ausgetragen   | 28,0           |
| Dreikampf        | 22.           | Ragnvald Berg                                                             | nicht ausgetragen         | nicht ausgetragen   | 27,4           |
| Dreikampf        | 22.           | Lorenz Spann                                                              | nicht ausgetragen         | nicht ausgetragen   | 27,4           |
| Dreikampf        | 22.           | Reinhard Wagner                                                           | nicht ausgetragen         | nicht ausgetragen   | 27,4           |
| Dreikampf        | 25.           | Theodore Gross                                                            | nicht ausgetragen         | nicht ausgetragen   | 27,3           |
| Dreikampf        | 25.           | Robert Herrmann                                                           | nicht ausgetragen         | nicht ausgetragen   | 27,3           |
| Dreikampf        | 25.           | Leander Keim                                                              | nicht ausgetragen         | nicht ausgetragen   | 27,3           |
| Dreikampf        | 28.           | Oluf Landnes                                                              | nicht ausgetragen         | nicht ausgetragen   | 27,2           |
| Dreikampf        | 30.           | William Berwald                                                           | nicht ausgetragen         | nicht ausgetragen   | 27,0           |
| Dreikampf        | 30.           | Willard Schrader                                                          | nicht ausgetragen         | nicht ausgetragen   | 27,0           |
| Dreikampf        | 32.           | Julius Lenhart                                                            | nicht ausgetragen         | nicht ausgetragen   | 26,8           |
| Dreikampf        | 33.           | Henry Koeder                                                              | nicht ausgetragen         | nicht ausgetragen   | 26,7           |
| Dreikampf        | 34.           | Max Thomas                                                                | nicht ausgetragen         | nicht ausgetragen   | 26,6           |
| Dreikampf        | 36.           | Emil Beyer                                                                | nicht ausgetragen         | nicht ausgetragen   | 26,5           |
| Dreikampf        | 36.           | John Duha                                                                 | nicht ausgetragen         | nicht ausgetragen   | 26,5           |
| Dreikampf        | 36.           | Edward Hennig                                                             | nicht ausgetragen         | nicht ausgetragen   | 26,5           |
| Dreikampf        | 36.           | Clarence Lidington                                                        | nicht ausgetragen         | nicht ausgetragen   | 26,5           |
| Dreikampf        | 40.           | Anthony Jahnke                                                            | nicht ausgetragen         | nicht ausgetragen   | 26,4           |
| Dreikampf        | 40.           | Oliver Olsen                                                              | nicht ausgetragen         | nicht ausgetragen   | 26,4           |
| Dreikampf        | 40.           | Harry Prinzler                                                            | nicht ausgetragen         | nicht ausgetragen   | 26,4           |
| Dreikampf        |               | Phillip Sonntag                                                           | nicht ausgetragen         | nicht ausgetragen   | 26,2           |
| Dreikampf        | 44.           | Louis Hunger                                                              | nicht ausgetragen         | nicht ausgetragen   | 25,9           |
| Dreikampf        | 44.           | Louis Kniep                                                               | nicht ausgetragen         | nicht ausgetragen   | 25,9           |
| Dreikampf        | 47.           | Charles Umbs                                                              | nicht ausgetragen         | nicht ausgetragen   | 25,7           |
| Dreikampf        | 47.           | John Wolf                                                                 | nicht ausgetragen         | nicht ausgetragen   | 25,7           |
| Dreikampf        | 49.           | George Aschenbrenner                                                      | nicht ausgetragen         | nicht ausgetragen   | 25,5           |
| Dreikampf        | 49.           | Rudolph Krupitzer                                                         | nicht ausgetragen         | nicht ausgetragen   | 25,5           |
| Dreikampf        | 49.           | John Wussow                                                               | nicht ausgetragen         | nicht ausgetragen   | 25,5           |
| Dreikampf        | 52.           | Emil Rothe                                                                | nicht ausgetragen         | nicht ausgetragen   | 25,4           |
| Dreikampf        | 52.           | George Schroeder                                                          | nicht ausgetragen         | nicht ausgetragen   | 25,4           |
| Dreikampf        | 54.           | Otto Feyder                                                               | nicht ausgetragen         | nicht ausgetragen   | 25,2           |
| Dreikampf        | 55.           | Louis Rathke                                                              | nicht ausgetragen         | nicht ausgetragen   | 25,1           |
| Dreikampf        | 55.           | Philip Schuster                                                           | nicht ausgetragen         | nicht ausgetragen   | 25,1           |
| Dreikampf        | 55.           | Harry Warnken                                                             | nicht ausgetragen         | nicht ausgetragen   | 25,1           |
| Dreikampf        | 59.           | Anton Heida                                                               | nicht ausgetragen         | nicht ausgetragen   | 25,0           |
| Dreikampf        | 59.           | Jacob Hertenbahn                                                          | nicht ausgetragen         | nicht ausgetragen   | 25,0           |
| Dreikampf        | 59.           | William Tritschler                                                        | nicht ausgetragen         | nicht ausgetragen   | 25,0           |
| Dreikampf        | 62.           | Harry Hansen                                                              | nicht ausgetragen         | nicht ausgetragen   | 24,8           |
| Dreikampf        | 63.           | Max Wolf                                                                  | nicht ausgetragen         | nicht ausgetragen   | 24,6           |
| Dreikampf        | 64.           | William Andelfinger                                                       | nicht ausgetragen         | nicht ausgetragen   | 24,5           |
| Dreikampf        | 64.           | Charles Krause                                                            | nicht ausgetragen         | nicht ausgetragen   | 24,5           |
| Dreikampf        | 67.           | Birger Nilsen                                                             | nicht ausgetragen         | nicht ausgetragen   | 24,4           |
| Dreikampf        | 68.           | James Dwyer                                                               | nicht ausgetragen         | nicht ausgetragen   | 24,3           |
| Dreikampf        | 68.           | William Traband                                                           | nicht ausgetragen         | nicht ausgetragen   | 24,3           |
| Dreikampf        | 70.           | Robert Maysack                                                            | nicht ausgetragen         | nicht ausgetragen   | 24,2           |
| Dreikampf        | 71.           | George Mastrovich                                                         | nicht ausgetragen         | nicht ausgetragen   | 24,1           |
| Dreikampf        | 72.           | Charles Sorum                                                             | nicht ausgetragen         | nicht ausgetragen   | 24,0           |
| Dreikampf        | 73.           | Bernard Berg                                                              | nicht ausgetragen         | nicht ausgetragen   | 23,9           |
| Dreikampf        | 74.           | John Dellert                                                              | nicht ausgetragen         | nicht ausgetragen   | 23,7           |
| Dreikampf        | 75.           | Andreas Kempf                                                             | nicht ausgetragen         | nicht ausgetragen   | 23,6           |
| Dreikampf        | 75.           | Otto Thomsen                                                              | nicht ausgetragen         | nicht ausgetragen   | 23,6           |
| Dreikampf        | 77.           | Christian Deubler                                                         | nicht ausgetragen         | nicht ausgetragen   | 23,5           |
| Dreikampf        | 77.           | Edward Tritschler                                                         | nicht ausgetragen         | nicht ausgetragen   | 23,5           |
| Dreikampf        | 79.           | Barry Chimberoff                                                          | nicht ausgetragen         | nicht ausgetragen   | 23,4           |
| Dreikampf        | 79.           | Henry Kraft                                                               | nicht ausgetragen         | nicht ausgetragen   | 23,4           |
| Dreikampf        | 81.           | L. Guerner                                                                | nicht ausgetragen         | nicht ausgetragen   | 23,2           |
| Dreikampf        | 82.           | P. Gussmann                                                               | nicht ausgetragen         | nicht ausgetragen   | 23,1           |
| Dreikampf        | 83.           | Michael Lang                                                              | nicht ausgetragen         | nicht ausgetragen   | 23,0           |
| Dreikampf        | 84.           | P. Ritter                                                                 | nicht ausgetragen         | nicht ausgetragen   | 22,8           |
| Dreikampf        | 85.           | Henry Weyland                                                             | nicht ausgetragen         | nicht ausgetragen   | 22,4           |
| Dreikampf        | 85.           | Richard Tritschler                                                        | nicht ausgetragen         | nicht ausgetragen   | 22,4           |
| Dreikampf        | 85.           | Emil Voigt                                                                | nicht ausgetragen         | nicht ausgetragen   | 22,4           |
| Dreikampf        | 88.           | Otto Knerr                                                                | nicht ausgetragen         | nicht ausgetragen   | 22,3           |
| Dreikampf        | 89.           | Gustav Mueller                                                            | nicht ausgetragen         | nicht ausgetragen   | 22,0           |
| Dreikampf        | 89.           | Otto Roesner                                                              | nicht ausgetragen         | nicht ausgetragen   | 22,0           |
| Dreikampf        | 91.           | William Horschke                                                          | nicht ausgetragen         | nicht ausgetragen   | 21,7           |
| Dreikampf        | 92.           | Frank Raab                                                                | nicht ausgetragen         | nicht ausgetragen   | 21,5           |
| Dreikampf        | 92.           | Wilhelm Zabel                                                             | nicht ausgetragen         | nicht ausgetragen   | 21,5           |
| Dreikampf        | 94.           | Max Rascher                                                               | nicht ausgetragen         | nicht ausgetragen   | 21,4           |
| Dreikampf        | 95.           | William Kruppinger                                                        | nicht ausgetragen         | nicht ausgetragen   | 21,3           |
| Dreikampf        | 95.           | August Placke                                                             | nicht ausgetragen         | nicht ausgetragen   | 21,3           |
| Dreikampf        | 95.           | Rudolf Schrader                                                           | nicht ausgetragen         | nicht ausgetragen   | 21,3           |
| Dreikampf        | 95.           | Emil Schwegler                                                            | nicht ausgetragen         | nicht ausgetragen   | 21,3           |
| Dreikampf        | 95.           | Christian Sperl                                                           | nicht ausgetragen         | nicht ausgetragen   | 21,3           |
| Dreikampf        | 100.          | Martin Fischer                                                            | nicht ausgetragen         | nicht ausgetragen   | 21,2           |
| Dreikampf        | 100.          | Julian Schmitz                                                            | nicht ausgetragen         | nicht ausgetragen   | 21,2           |
| Dreikampf        | 102.          | William Herzog                                                            | nicht ausgetragen         | nicht ausgetragen   | 21,1           |
| Dreikampf        | 102.          | Arthur Rosenkampff                                                        | nicht ausgetragen         | nicht ausgetragen   | 21,1           |
| Dreikampf        | 104.          | Gustav Hämmerlin                                                          | nicht ausgetragen         | nicht ausgetragen   | 20,9           |
| Dreikampf        | 104.          | Paul Studen                                                               | nicht ausgetragen         | nicht ausgetragen   | 20,9           |
| Dreikampf        | 106.          | Martin Ludwig                                                             | nicht ausgetragen         | nicht ausgetragen   | 20,4           |
| Dreikampf        | 107.          | Charles Dellert                                                           | nicht ausgetragen         | nicht ausgetragen   | 20,3           |
| Dreikampf        | 108.          | John Miesel                                                               | nicht ausgetragen         | nicht ausgetragen   | 20,2           |
| Dreikampf        | 108.          | Walter Real                                                               | nicht ausgetragen         | nicht ausgetragen   | 20,2           |
| Dreikampf        | 108.          | Arthur Sundbye                                                            | nicht ausgetragen         | nicht ausgetragen   | 20,2           |
| Dreikampf        | 111.          | Maurice Barry                                                             | nicht ausgetragen         | nicht ausgetragen   | 20,1           |
| Dreikampf        | 112.          | K. Woerner                                                                | nicht ausgetragen         | nicht ausgetragen   | 19,7           |
| Dreikampf        | 113.          | Edward Pueschell                                                          | nicht ausgetragen         | nicht ausgetragen   | 19,3           |
| Dreikampf        | 114.          | Charles Schwartz                                                          | nicht ausgetragen         | nicht ausgetragen   | 19,1           |
| Dreikampf        | 115.          | Curt Roedel                                                               | nicht ausgetragen         | nicht ausgetragen   | 19,0           |
| Dreikampf        | 116.          | Alvin Kritschmann                                                         | nicht ausgetragen         | nicht ausgetragen   | 18,9           |
| Dreikampf        | 117.          | William Fiedrich                                                          | nicht ausgetragen         | nicht ausgetragen   | 17,7           |
| Dreikampf        | 118.          | George Eyser                                                              | nicht ausgetragen         | nicht ausgetragen   | 13,5           |
| Zehnkampf        | Zweiter       | Adam Gunn                                                                 | nicht ausgetragen         | nicht ausgetragen   | 5907           |
| Zehnkampf        | Dritter       | Thomas Truxton Hare                                                       | nicht ausgetragen         | nicht ausgetragen   | 5813           |
| Zehnkampf        | Fünfter       | Ellery Clark                                                              | nicht ausgetragen         | nicht ausgetragen   | 2778           |
| Zehnkampf        | Sechster      | John Grieb                                                                | nicht ausgetragen         | nicht ausgetragen   | 2199           |
| Zehnkampf        | Siebter       | Max Emmerich                                                              | nicht ausgetragen         | nicht ausgetragen   | 0              |

### Radsport
| Disziplin             | Platz           | Athlet             | Vorlauf                                       | Halbfinale                                | Finale         |
| --------------------- | --------------- | ------------------ | --------------------------------------------- | ----------------------------------------- | -------------- |
| Männer                |                 |                    |                                               |                                           |                |
| ¼ Meile (402,33 m)    | Olympiasieger   | Marcus Hurley      | 35,6 s Erster, zweiter Vorlauf                | 34,8 s Erster, erstes Halbfinale          | 31,8 s         |
| ¼ Meile (402,33 m)    | Zweiter         | Burton Downing     | 35,2 s Erster, vierter Vorlauf                | k. A Zweiter, zweites Halbfinale          | k. A.          |
| ¼ Meile (402,33 m)    | Dritter         | Teddy Billington   | 36,2 s Erster, erster Vorlauf                 | k. A. Zweiter, erstes Halbfinale          | k. A.          |
| ¼ Meile (402,33 m)    | Vierter         | Oscar Goerke       | 34,8 s Erster, dritter Vorlauf                | 33,4 s Erster, zweites Halbfinale         | k. A.          |
| ¼ Meile (402,33 m)    | Fünfter-Achter  | Arthur Andrews     | k. A. Zweiter, dritter Vorlauf                | k. A. Dritter-Vierter, zweites Halbfinale | nicht erreicht |
| ¼ Meile (402,33 m)    | Fünfter-Achter  | Frank Bizzoni      | k. A. Zweiter, erster Vorlauf                 | k. A. Dritter-Vierter, erstes Halbfinale  | nicht erreicht |
| ¼ Meile (402,33 m)    | Fünfter-Achter  | Frank Montaldi     | k. A. Zweiter, zweiter Vorlauf                | k. A. Dritter-Vierter, erstes Halbfinale  | nicht erreicht |
| ¼ Meile (402,33 m)    | Fünfter-Achter  | Henry Wittman      | k. A. Zweiter, vierter Vorlauf                | k. A. Dritter-Vierter, zweites Halbfinale | nicht erreicht |
| ¼ Meile (402,33 m)    | Neunter-Elfter  | Fred Grinham       | k. A. Dritter, dritter Vorlauf                | nicht erreicht                            | nicht erreicht |
| ¼ Meile (402,33 m)    | Neunter-Elfter  | Oscar Schwab       | k. A. Dritter, zweiter Vorlauf                | nicht erreicht                            | nicht erreicht |
| ¼ Meile (402,33 m)    | Neunter-Elfter  | Anthony Williamsen | k. A. Dritter, vierter Vorlauf                | nicht erreicht                            | nicht erreicht |
| ⅓ Meile (536,45 m)    | Olympiasieger   | Marcus Hurley      | k. A. Erster-Zweiter, Dritter/vierter Vorlauf | 44,2 s Erster, zweites Halbfinale         | 43,8 s         |
| ⅓ Meile (536,45 m)    | Zweiter         | Burton Downing     | k. A. Erster-Zweiter, Dritter/vierter Vorlauf | k. A. Zweiter, zweites Halbfinale         | k. A.          |
| ⅓ Meile (536,45 m)    | Dritter         | Teddy Billington   | k. A. Zweiter, erster Vorlauf                 | 50,2 s Erster, erstes Halbfinale          | k. A.          |
| ⅓ Meile (536,45 m)    | Vierter         | Charles Schlee     | k. A. Erster, erstes Vorlauf                  | k. A. Zweiter, erstes Halbfinale          | k. A.          |
| ⅓ Meile (536,45 m)    | Fünfter-Achter  | Oscar Goerke       | k. A. Erster, zweiter Vorlauf                 | k. A. Dritter-Vierter, erstes Halbfinale  | nicht erreicht |
| ⅓ Meile (536,45 m)    | Fünfter-Achter  | Fred Grinham       | k. A. Zweiter, zweiter Vorlauf                | k. A. Dritter-Vierter, erstes Halbfinale  | nicht erreicht |
| ⅓ Meile (536,45 m)    | Fünfter-Achter  | Unbekannt          | k. A. Erster-Zweiter, dritter/vierter Vorlauf | k. A. Dritter-Vierter, zweites Halbfinale | nicht erreicht |
| ⅓ Meile (536,45 m)    | Fünfter-Achter  | Unbekannt          | k. A. Erster-Zweiter, dritter/vierter Vorlauf | k. A. Dritter-Vierter, zweites Halbfinale | nicht erreicht |
| ⅓ Meile (536,45 m)    | Neunter-Zehnter | Unbekannt          | k. A. Dritter, dritter/vierter Vorlauf        | nicht erreicht                            | nicht erreicht |
| ⅓ Meile (536,45 m)    | Neunter-Zehnter | Unbekannt          | k. A. Dritter, dritter/vierter Vorlauf        | nicht erreicht                            | nicht erreicht |
| ½ Meile (804,67 m)    | Olympiasieger   | Marcus Hurley      | 1:08,6 Erster, erster Vorlauf                 | 1:12,8 Erster, erstes Halbfinale          | 1:09,0         |
| ½ Meile (804,67 m)    | Zweiter         | Teddy Billington   | 1:18,6 Erster, dritter Vorlauf                | 1:09,0 Erster, zweites Halbfinale         | k. A.          |
| ½ Meile (804,67 m)    | Dritter         | Burton Downing     | 1:13,6 Erster, vierter Vorlauf                | k. A. Zweiter, zweites Halbfinale         | k. A.          |
| ½ Meile (804,67 m)    | Vierter         | George Wiley       | k. A. Zweiter, erster Vorlauf                 | k. A. Zweiter, erstes Halbfinale          | k. A.          |
| ½ Meile (804,67 m)    | Fünfter-Achter  | Aimé Fritz         | 1:07,0 Erster, zweiter Vorlauf                | k. A. Dritter-Vierter, erstes Halbfinale  | nicht erreicht |
| ½ Meile (804,67 m)    | Fünfter-Achter  | Fred Grinham       | k. A. Zweiter, vierter Vorlauf                | k. A. Dritter-Vierter, zweites Halbfinale | nicht erreicht |
| ½ Meile (804,67 m)    | Fünfter-Achter  | Charles Schlee     | k. A. Zweiter, zweiter Vorlauf                | k. A. Dritter-Vierter, erstes Halbfinale  | nicht erreicht |
| ½ Meile (804,67 m)    | Fünfter-Achter  | Henry Wittman      | k. A. Zweiter, dritter Vorlauf                | k. A. Dritter-Vierter, zweites Halbfinale | nicht erreicht |
| ½ Meile (804,67 m)    | Neuner-16.      | Arthur Andrews     | k. A. Dritter, erster Vorlauf                 | nicht erreicht                            | nicht erreicht |
| ½ Meile (804,67 m)    | Neuner-16.      | Oscar Goerke       | k. A. Dritter, zweiter Vorlauf                | nicht erreicht                            | nicht erreicht |
| ½ Meile (804,67 m)    | Neuner-16.      | Leo Larson         | k. A. Dritter, vierter Vorlauf                | nicht erreicht                            | nicht erreicht |
| ½ Meile (804,67 m)    | Neuner-16.      | J. Nash McCrea     | k. A. Vierter, ? Vorlauf                      | nicht erreicht                            | nicht erreicht |
| ½ Meile (804,67 m)    | Neuner-16.      | Oscar Schwab       | k. A. Vierter, ? Vorlauf                      | nicht erreicht                            | nicht erreicht |
| ½ Meile (804,67 m)    | Neuner-16.      | Anthony Williamsen | k. A. Dritter, dritter Vorlauf                | nicht erreicht                            | nicht erreicht |
| ½ Meile (804,67 m)    | Neuner-16.      | Unbekannt          | k. A. Vierter, ? Vorlauf                      | nicht erreicht                            | nicht erreicht |
| ½ Meile (804,67 m)    | Neuner-16.      | Unbekannt          | k. A. Vierter, ? Vorlauf                      | nicht erreicht                            | nicht erreicht |
| 1 Meile (1609,34 m)   | Olympiasieger   | Marcus Hurley      | nicht ausgetragen                             | 2:34,2 Erster, erstes Halbfinale          | 2:41,6         |
| 1 Meile (1609,34 m)   | Zweiter         | Burton Downing     | nicht ausgetragen                             | 2:33,0 Erster, zweites Halbfinale         | k. A.          |
| 1 Meile (1609,34 m)   | Dritter         | Teddy Billington   | nicht ausgetragen                             | k. A. Zweiter, zweites Halbfinale         | k. A.          |
| 1 Meile (1609,34 m)   | Vierter         | Oscar Goerke       | nicht ausgetragen                             | k. A. Zweiter, erstes Halbfinale          | k. A.          |
| 1 Meile (1609,34 m)   | Fünfter-Siebter | Charles Schlee     | nicht ausgetragen                             | k. A. Dritter, erstes Halbfinale          | nicht erreicht |
| 1 Meile (1609,34 m)   | Fünfter-Siebter | George Wiley       | nicht ausgetragen                             | k. A. Dritter, zweites Halbfinale         | nicht erreicht |
| 1 Meile (1609,34 m)   | Fünfter-Siebter | Anthony Williamsen | nicht ausgetragen                             | k. A. Vierter, zweites Halbfinale         | nicht erreicht |
| 1 Meile (1609,34 m)   | —               | J. Nash McCrea     | nicht ausgetragen                             | DNF —, erstes Halbfinale                  | nicht erreicht |
| 2 Meilen (3218,68 m)  | Olympiasieger   | Burton Downing     | nicht ausgetragen                             | nicht ausgetragen                         | 4:57,8         |
| 2 Meilen (3218,68 m)  | Zweiter         | Oscar Goerke       | nicht ausgetragen                             | nicht ausgetragen                         | k. A.          |
| 2 Meilen (3218,68 m)  | Dritter         | Marcus Hurley      | nicht ausgetragen                             | nicht ausgetragen                         | k. A.          |
| 2 Meilen (3218,68 m)  | Vierter         | Teddy Billington   | nicht ausgetragen                             | nicht ausgetragen                         | k. A.          |
| 2 Meilen (3218,68 m)  | Fünfter-13.     | Charles Schlee     | nicht ausgetragen                             | nicht ausgetragen                         | k. A.          |
| 2 Meilen (3218,68 m)  | Fünfter-13.     | Unbekannt          | nicht ausgetragen                             | nicht ausgetragen                         | k. A.          |
| 2 Meilen (3218,68 m)  | Fünfter-13.     | Unbekannt          | nicht ausgetragen                             | nicht ausgetragen                         | k. A.          |
| 2 Meilen (3218,68 m)  | Fünfter-13.     | Unbekannt          | nicht ausgetragen                             | nicht ausgetragen                         | k. A.          |
| 2 Meilen (3218,68 m)  | Fünfter-13.     | Unbekannt          | nicht ausgetragen                             | nicht ausgetragen                         | k. A.          |
| 2 Meilen (3218,68 m)  | Fünfter-13.     | Unbekannt          | nicht ausgetragen                             | nicht ausgetragen                         | k. A.          |
| 2 Meilen (3218,68 m)  | Fünfter-13.     | Unbekannt          | nicht ausgetragen                             | nicht ausgetragen                         | k. A.          |
| 2 Meilen (3218,68 m)  | Fünfter-13.     | Unbekannt          | nicht ausgetragen                             | nicht ausgetragen                         | k. A.          |
| 2 Meilen (3218,68 m)  | Fünfter-13.     | Unbekannt          | nicht ausgetragen                             | nicht ausgetragen                         | k. A.          |
| 5 Meilen (8046,57 m)  | Olympiasieger   | Charles Schlee     | nicht ausgetragen                             | nicht ausgetragen                         | 13:08,2        |
| 5 Meilen (8046,57 m)  | Zweiter         | George Wiley       | nicht ausgetragen                             | nicht ausgetragen                         | k. A.          |
| 5 Meilen (8046,57 m)  | Dritter         | Arthur Andrews     | nicht ausgetragen                             | nicht ausgetragen                         | k. A.          |
| 5 Meilen (8046,57 m)  | Vierter         | Julius Schaefer    | nicht ausgetragen                             | nicht ausgetragen                         | k. A.          |
| 5 Meilen (8046,57 m)  | ?               | Unbekannt          | nicht ausgetragen                             | nicht ausgetragen                         | k. A.          |
| 5 Meilen (8046,57 m)  | —               | Teddy Billington   | nicht ausgetragen                             | nicht ausgetragen                         | DNF            |
| 5 Meilen (8046,57 m)  | —               | Burton Downing     | nicht ausgetragen                             | nicht ausgetragen                         | DNF            |
| 5 Meilen (8046,57 m)  | —               | Oscar Goerke       | nicht ausgetragen                             | nicht ausgetragen                         | DNF            |
| 5 Meilen (8046,57 m)  | —               | Marcus Hurley      | nicht ausgetragen                             | nicht ausgetragen                         | DNF            |
| 5 Meilen (8046,57 m)  | —               | J. Nash McCrea     | nicht ausgetragen                             | nicht ausgetragen                         | DNF            |
| 25 Meilen (40,225 km) | Olympiasieger   | Burton Downing     | nicht ausgetragen                             | nicht ausgetragen                         | 1:10:55,4      |
| 25 Meilen (40,225 km) | Zweiter         | Arthur Andrews     | nicht ausgetragen                             | nicht ausgetragen                         | k. A.          |
| 25 Meilen (40,225 km) | Dritter         | George Wiley       | nicht ausgetragen                             | nicht ausgetragen                         | k. A.          |
| 25 Meilen (40,225 km) | Vierter         | Samuel LaVoice     | nicht ausgetragen                             | nicht ausgetragen                         | k. A.          |
| 25 Meilen (40,225 km) | —               | Teddy Billington   | nicht ausgetragen                             | nicht ausgetragen                         | DNF            |
| 25 Meilen (40,225 km) | —               | Oscar Goerke       | nicht ausgetragen                             | nicht ausgetragen                         | DNF            |
| 25 Meilen (40,225 km) | —               | Marcus Hurley      | nicht ausgetragen                             | nicht ausgetragen                         | DNF            |
| 25 Meilen (40,225 km) | —               | Julius Schaefer    | nicht ausgetragen                             | nicht ausgetragen                         | DNF            |
| 25 Meilen (40,225 km) | —               | Charles Schlee     | nicht ausgetragen                             | nicht ausgetragen                         | DNF            |
| 25 Meilen (40,225 km) | —               | Anthony Williamsen | nicht ausgetragen                             | nicht ausgetragen                         | DNF            |

### Ringen
| Disziplin      | Platz            | Athlet              | Achtelfinale                    | Viertelfinale                    | Halbfinale                       | Finale                         |
| -------------- | ---------------- | ------------------- | ------------------------------- | -------------------------------- | -------------------------------- | ------------------------------ |
| Männer         |                  |                     |                                 |                                  |                                  |                                |
| Papiergewicht  | Olympiasieger    | Bob Curry           | nicht ausgetragen               | nicht ausgetragen                | Besiegte Gustav Tiefenthaler     | Besiegte John Hein             |
| Papiergewicht  | Zweiter          | John Hein           | nicht ausgetragen               | nicht ausgetragen                | Besiegte Claude Holgate          | Verloren gegen Bob Curry       |
| Papiergewicht  | Dritter          | Gustav Tiefenthaler | nicht ausgetragen               | nicht ausgetragen                | Verloren gegen Bob Curry         | nicht erreicht                 |
| Papiergewicht  | Vierter          | Claude Holgate      | nicht ausgetragen               | nicht ausgetragen                | Verloren gegen John Hein         | nicht erreicht                 |
| Fliegengewicht | Olympiasieger    | George Mehnert      | nicht ausgetragen               | nicht ausgetragen                | Freilos                          | Besiegte Gustav Bauer          |
| Fliegengewicht | Zweiter          | Gustav Bauer        | nicht ausgetragen               | nicht ausgetragen                | Besiegte William Nelson          | Verlor gegen George Mehnert    |
| Fliegengewicht | Dritter          | William Nelson      | nicht ausgetragen               | nicht ausgetragen                | Verloren gegen Gustav Bauer      | nicht erreicht                 |
| Bantamgewicht  | Olympiasieger    | Jack Niflot         | nicht ausgetragen               | Besiegte Louis Strebler          | Besiegte John Cardwell           | Besiegte August Wester         |
| Bantamgewicht  | Zweiter          | August Wester       | nicht ausgetragen               | Besiegte Charles Stevens         | Besiegte Milton Whitehurst       | Verloren gegen Jack Niflot     |
| Bantamgewicht  | Dritter          | Louis Strebler      | nicht ausgetragen               | Verloren gegen Jack Niflot       | k. A.                            | k. A.                          |
| Bantamgewicht  | Vierter-Sechster | John Cardwell       | nicht ausgetragen               | Freilos                          | Verloren gegen Jack Niflot       | k. A.                          |
| Bantamgewicht  | Vierter-Sechster | Charles Stevens     | nicht ausgetragen               | Verloren gegen August Wester     | k. A.                            | k. A.                          |
| Bantamgewicht  | Vierter-Sechster | Milton Whitehurst   | nicht ausgetragen               | Besiegte Frederick Ferguson      | Verloren gegen August Wester     | k. A.                          |
| Bantamgewicht  | Siebter          | Frederick Ferguson  | nicht ausgetragen               | Verloren gegen Milton Whitehurst | nicht erreicht                   | nicht erreicht                 |
| Federgewicht   | Olympiasieger    | Benjamin Bradshaw   | Freilos                         | Besiegte Frederick Ferguson      | Besiegte Charles Clapper         | Besiegte Theodore McLear       |
| Federgewicht   | Zweiter          | Theodore McLear     | Freilos                         | Besiegte Louis Strebler          | Besiegte Dietrich Wortmann       | Verlor gegen Benjamin Bradshaw |
| Federgewicht   | Dritter          | Charles Clapper     | Freilos                         | Besiegte John Babcock            | Verloren gegen Benjamin Bradshaw | k. A.                          |
| Federgewicht   | Vierter          | Frederick Ferguson  | Freilos                         | Verlor gegen Benjamin Bradshaw   | k. A.                            | k. A.                          |
| Federgewicht   | Fünfter-Sechster | Louis Strebler      | Freilos                         | Verloren gegen Theodore McLear   | k. A.                            | k. A.                          |
| Federgewicht   | Fünfter-Sechster | Dietrich Wortmann   | Freilos                         | Besiegte Max Miller              | Verloren gegen Theodore McLear   | k. A.                          |
| Federgewicht   | Siebter-Achter   | John Babcock        | Besiegte Hugo Toeppen           | Verloren gegen Charles Clapper   | nicht erreicht                   | nicht erreicht                 |
| Federgewicht   | Siebter-Achter   | Max Miller          | Freilos                         | Verloren gegen Dietrich Wortmann | nicht erreicht                   | nicht erreicht                 |
| Federgewicht   | Neunter          | Hugo Toeppen        | Verloren gegen John Babcock     | nicht erreicht                   | nicht erreicht                   | nicht erreicht                 |
| Leichtgewicht  | Olympiasieger    | Otto Roehm          | Besiegte Frederick Koenig       | Besiegte Fred Huseman            | Besiegte Albert Zirkel           | Besiegte Rudolph Tesiny        |
| Leichtgewicht  | Zweiter          | Rudolph Tesiny      | Freilos                         | Besiegte Rudolph Wolken          | Besiegte William Hennessy        | Verloren gegen Otto Roehm      |
| Leichtgewicht  | Dritter          | Albert Zirkel       | Freilos                         | Besiegte Charles Haberkorn       | Verloren gegen Otto Roehm        | k. A.                          |
| Leichtgewicht  | Vierter-Siebter  | William Hennessy    | Freilos                         | Besiegte Charles Eng             | Verloren gegen Rudolph Tesiny    | k. A.                          |
| Leichtgewicht  | Vierter-Siebter  | Fred Huseman        | Besiegte Jerry Winholtz         | Verloren gegen Otto Roehm        | k. A.                            | k. A.                          |
| Leichtgewicht  | Vierter-Siebter  | Frederick Koenig    | Verloren gegen Otto Roehm       | k. A.                            | k. A.                            | k. A.                          |
| Leichtgewicht  | Vierter-Siebter  | Rudolph Wolken      | Freilos                         | Verloren gegen Rudolph Tesiny    | k. A.                            | k. A.                          |
| Leichtgewicht  | Achter-Neunter   | Charles Eng         | Freilos                         | Verloren gegen William Hennessy  | nicht erreicht                   | nicht erreicht                 |
| Leichtgewicht  | Achter-Neunter   | Charles Haberkorn   | Freilos                         | Verloren gegen Albert Zirkel     | nicht erreicht                   | nicht erreicht                 |
| Leichtgewicht  | Zehnter          | Jerry Winholtz      | Verloren gegen Fred Huseman     | nicht erreicht                   | nicht erreicht                   | nicht erreicht                 |
| Weltergewicht  | Olympiasieger    | Charles Ericksen    | Freilos                         | Besiegte Jerry Winholtz          | Besiegte William Hennessy        | Besiegte Bill Beckman          |
| Weltergewicht  | Zweiter          | Bill Beckman        | Besiegte Samuel Filler          | Besiegte William Schaefer        | Besiegte Otto Roehm              | Verlor gegen Charles Ericksen  |
| Weltergewicht  | Dritter          | Jerry Winholtz      | Freilos                         | Verloren gegen Charles Ericksen  | k. A.                            | k. A.                          |
| Weltergewicht  | Vierter-Siebter  | Samuel Filler       | Verloren gegen Bill Beckman     | k. A.                            | k. A.                            | k. A.                          |
| Weltergewicht  | Vierter-Siebter  | William Hennessy    | Freilos                         | Besiegte Abraham Mellinger       | Verlor gegen Charles Ericksen    | k. A.                          |
| Weltergewicht  | Vierter-Siebter  | Otto Roehm          | Freilos                         | Besiegte Hugo Toeppen            | Verlor gegen Bill Beckman        | k. A.                          |
| Weltergewicht  | Vierter-Siebter  | William Schaefer    | Besiegte Albert Bechestobill    | Verlor gegen Bill Beckman        | k. A.                            | k. A.                          |
| Weltergewicht  | Achter-Neunter   | Abraham Mellinger   | Freilos                         | Verlor gegen William Hennessy    | nicht erreicht                   | nicht erreicht                 |
| Weltergewicht  | Achter-Neunter   | Hugo Toeppen        | Freilos                         | Verloren gegen Otto Roehm        | nicht erreicht                   | nicht erreicht                 |
| Weltergewicht  | Zehnter          | Albert Bechestobill | Verloren gegen William Schaefer | nicht erreicht                   | nicht erreicht                   | nicht erreicht                 |
| Schwergewicht  | Olympiasieger    | Bernhoff Hansen     | nicht ausgetragen               | Besiegte Fred Warmbold           | Besiegte William Hennessy        | Besiegte Frank Kugler          |
| Schwergewicht  | Zweiter          | Frank Kugler        | nicht ausgetragen               | Freilos                          | Besiegte Joseph Dilg             | Verlor gegen Bernhoff Hansen   |
| Schwergewicht  | Dritter          | Fred Warmbold       | nicht ausgetragen               | Verloren gegen Bernhoff Hansen   | k. A.                            | k. A.                          |
| Schwergewicht  | Vierter-Fünfter  | Joseph Dilg         | nicht ausgetragen               | Freilos                          | Verloren gegen Frank Kugler      | k. A.                          |
| Schwergewicht  | Vierter-Fünfter  | William Hennessy    | nicht ausgetragen               | Freilos                          | Verloren gegen Bernhoff Hansen   | k. A.                          |

### Roque
| Disziplin | Platz         | Athlet           | Punkte |
| --------- | ------------- | ---------------- | ------ |
| Männer    |               |                  |        |
| Einzel    | Olympiasieger | Charles Jacobus  | 5:1    |
| Einzel    | Zweiter       | Smith Streeter   | 4:2    |
| Einzel    | Dritter       | Charles Brown    | 2:4    |
| Einzel    | Vierter       | William Chalfant | 1:5    |

### Rudern
| Disziplin              | Platz         | Athlet(en) | Zeit    |
| ---------------------- | ------------- | --- | ------- |
| Männer                 |               | |         |
| Einer                  | Olympiasieger | Frank Greer | 10:08,5 |
| Einer                  | Zweiter       | James Juvenal | k. A.   |
| Einer                  | Dritter       | Constance Titus | k. A.   |
| Einer                  | Vierter       | David Duffield | k. A.   |
| Doppelzweier           | Olympiasieger | John Mulcahy, William Varley | 10:03,2 |
| Doppelzweier           | Zweiter       | Jamie McLoughlin, John Hoben | k. A.   |
| Doppelzweier           | Dritter       | Joseph Ravannack, John Wells | k. A.   |
| Zweier ohne Steuermann | Olympiasieger | Robert Farnan, Joseph Ryan | 10:57,0 |
| Zweier ohne Steuermann | Zweiter       | John Mulcahy, William Varley | k. A.   |
| Zweier ohne Steuermann | Dritter       | John Joachim, John Joseph Buerger | k. A.   |
| Vierer ohne Steuermann | Olympiasieger | Arthur Stockhoff, August Erker, George Dietz, Albert Nasse                                                                               | 9:05,8  |
| Vierer ohne Steuermann | Zweiter       | Frederick Suerig, Martin Formanack, Charles Aman, Michael Begley                                                                         | k. A.   |
| Vierer ohne Steuermann | Dritter       | Gus Voerg, John Freitag, Lou Heim, Frank Dummerth                                                                                        | k. A.   |
| Achter                 | Olympiasieger | Frederick Cresser, Michael Gleason, Frank Schell, James Flanagan, Charles Armstrong, Harry Lott, Joseph Dempsey, John Exley, Louis Abell | 7:50,0  |

### Schwimmen
| Disziplin                     | Platz            | Athlet                                                           | Vorlauf                                            | Finale         |
| ----------------------------- | ---------------- | ---------------------------------------------------------------- | -------------------------------------------------- | -------------- |
| Männer                        |                  |                                                                  |                                                    |                |
| 50 Yards (45,72 m) Freistil   | Zweiter          | John Scott Leary                                                 | 28,2 s Erster, zweiter Vorlauf                     | 28,6           |
| 50 Yards (45,72 m) Freistil   | Dritter          | Charles Daniels                                                  | k. A. Zweiter, zweiter Vorlauf                     | k. A.          |
| 50 Yards (45,72 m) Freistil   | Vierter          | David Gaul                                                       | k. A. Dritter, zweiter Vorlauf                     | k. A.          |
| 50 Yards (45,72 m) Freistil   | Fünfter          | Leo Goodwin                                                      | k. A. Zweiter, erster Vorlauf                      | k. A.          |
| 50 Yards (45,72 m) Freistil   | Sechster         | Raymond Thorne                                                   | k. A. Dritter, erster Vorlauf                      | k. A.          |
| 50 Yards (45,72 m) Freistil   | Siebter-Neunter  | David Hammond                                                    | k. A. Vierter-Fünfter, erster/zweiter Vorlauf      | nicht erreicht |
| 50 Yards (45,72 m) Freistil   | Siebter-Neunter  | William Orthwein                                                 | k. A. Vierter-Fünfter, erster/zweiter Vorlauf      | nicht erreicht |
| 50 Yards (45,72 m) Freistil   | Siebter-Neunter  | Edwin Swatek                                                     | k. A. Vierter-Fünfter, erster/zweiter Vorlauf      | nicht erreicht |
| 100 Yards (91,44 m) Freistil  | Zweiter          | Charles Daniels                                                  | 1:07,4 Erster, zweiter Vorlauf                     | k. A.          |
| 100 Yards (91,44 m) Freistil  | Dritter          | John Scott Leary                                                 | k. A. Zweiter, erster Vorlauf                      | k. A.          |
| 100 Yards (91,44 m) Freistil  | Vierter          | David Gaul                                                       | k. A. Zweiter, zweiter Vorlauf                     | k. A.          |
| 100 Yards (91,44 m) Freistil  | Fünfter          | David Hammond                                                    | k. A. Dritter, erster Vorlauf                      | k. A.          |
| 100 Yards (91,44 m) Freistil  | Sechster         | Leo Goodwin                                                      | k. A. Dritter, zweiter Vorlauf                     | k. A.          |
| 100 Yards (91,44 m) Freistil  | Siebter-Neunter  | William Orthwein                                                 | k. A. Vierter-Fünfter, erster/zweiter Vorlauf      | nicht erreicht |
| 100 Yards (91,44 m) Freistil  | Siebter-Neunter  | Edwin Swatek                                                     | k. A. Vierter-Fünfter, erster oder zweiter Vorlauf | nicht erreicht |
| 100 Yards (91,44 m) Freistil  | Siebter-Neunter  | Raymond Thorne                                                   | k. A. Vierter-Fünfter, erster oder zweiter Vorlauf | nicht erreicht |
| 220 Yards (201,17 m) Freistil | Olympiasieger    | Charles Daniels                                                  | nicht ausgetragen                                  | 2:44,2         |
| 220 Yards (201,17 m) Freistil | Zweiter          | Francis Gailey                                                   | nicht ausgetragen                                  | 2:46,0         |
| 220 Yards (201,17 m) Freistil | Vierter          | Edgar Adams                                                      | nicht ausgetragen                                  | k. A.          |
| 440 Yards (402,34 m) Freistil | Olympiasieger    | Charles Daniels                                                  | nicht ausgetragen                                  | 6:16,2         |
| 440 Yards (402,34 m) Freistil | Zweiter          | Francis Gailey                                                   | nicht ausgetragen                                  | 6:22,0         |
| 440 Yards (402,34 m) Freistil | Vierter          | Leo Goodwin                                                      | nicht ausgetragen                                  | k. A.          |
| 880 Yards (804,67 m) Freistil | Zweiter          | Francis Gailey                                                   | nicht ausgetragen                                  | 13:23,4        |
| 880 Yards (804,67 m) Freistil | Vierter          | Edgar Adams                                                      | nicht ausgetragen                                  | k. A.          |
| 880 Yards (804,67 m) Freistil | Fünfter          | Henry Jamison Handy                                              | nicht ausgetragen                                  | k. A.          |
| 1 Meile (1609,34 m) Freistil  | Dritter          | Francis Gailey                                                   | nicht ausgetragen                                  | 28:54,0        |
| 1 Meile (1609,34 m) Freistil  | —                | Edgar Adams                                                      | nicht ausgetragen                                  | DNF            |
| 1 Meile (1609,34 m) Freistil  | —                | Louis Handley                                                    | nicht ausgetragen                                  | DNF            |
| 1 Meile (1609,34 m) Freistil  | —                | John Meyers                                                      | nicht ausgetragen                                  | DNF            |
| 100 Yards (91,44 m) Rücken    | Vierter          | William Orthwein                                                 | nicht ausgetragen                                  | k. A.          |
| 100 Yards (91,44 m) Rücken    | Fünfter-Sechster | David Hammond                                                    | nicht ausgetragen                                  | k. A.          |
| 100 Yards (91,44 m) Rücken    | Fünfter-Sechster | Edwin Swatek                                                     | nicht ausgetragen                                  | k. A.          |
| 440 Yards (402,34 m) Brust    | Dritter          | Henry Jamison Handy                                              | nicht ausgetragen                                  | k. A.          |
| 4 × 50 Yards Freistil         | Olympiasieger    | Joe Ruddy, Leo Goodwin, Louis Handley, Charles Daniels           | nicht ausgetragen                                  | k. A.          |
| 4 × 50 Yards Freistil         | Zweiter          | David Hammond, William Tuttle, Hugo Goetz, Raymond Thorne        | nicht ausgetragen                                  | k. A.          |
| 4 × 50 Yards Freistil         | Dritter          | Amedee Reyburn, Gwynne Evans, Marquard Schwarz, William Orthwein | nicht ausgetragen                                  | k. A.          |
| 4 × 50 Yards Freistil         | Vierter          | Edgar Adams, David Bratton, George Van Cleaf, David Hesser       | nicht ausgetragen                                  | k. A.          |

### Tauziehen
| Platz         | Athleten | Viertelfinale                                    | Halbfinale                                    | Finale                               | Silbermedaille Halbfinale                          | Silbermedaille Finale                                   |
| ------------- | --- | ------------------------------------------------ | --------------------------------------------- | ------------------------------------ | -------------------------------------------------- | ------------------------------------------------------- |
| Männer        | |                                                  |                                               |                                      |                                                    |                                                         |
| Olympiasieger | Milwaukee Athletic Club Patrick Flanagan, Sidney Johnson, Conrad Magnusson, Oscar Olson, Henry Seiling         | Besiegten Boer Team                              | Besiegten Southwest Turnverein of St. Louis 1 | Besiegten New York Athletic Club     | Nicht benötigt                                     | Nicht benötigt                                          |
| Zweiter       | Southwest Turnverein of St. Louis 1 Max Braun, William Seiling, Orin Upshaw, Charles Rose, August Rodenberg    | Besiegten Panellinios Gymnastikos Syllogos Athen | Verlor gegen Milwaukee Athletic Club          | nicht erreicht                       | Besiegten Southwest Turnverein of St. Louis 2      | Kampflos weiter gegen New York Athletic Club            |
| Dritter       | Southwest Turnverein of St. Louis 2 Charles Haberkorn, Frank Kugler, Charles Thias, Harry Jacobs, Oscar Friede | Freilos                                          | Verloren gegen New York Athletic Club         | nicht erreicht                       | Verloren gegen Southwest Turnverein of St. Louis 1 | Gewann Bronze kampflos                                  |
| Vierter       | New York Athletic Club Charles Dieges, Samuel Jones, Lawrence Feuerbach, Charles Chadwick, James Mitchel       | Freilos                                          | Besiegte Southwest Turnverein of St. Louis 2  | Verlor gegen Milwaukee Athletic Club | Nicht benötigt                                     | Zurückgezogen gegen Southwest Turnverein of St. Louis 1 |

### Tennis
| Disziplin | Platz         | Athlet                           | Vorrunde            | Zwischenrunde            | Achtelfinale                  | Viertelfinale                        | Halbfinale                  | Finale                      |
| --------- | ------------- | -------------------------------- | ------------------- | ------------------------ | ----------------------------- | ------------------------------------ | --------------------------- | --------------------------- |
| Männer    |               |                                  |                     |                          |                               |                                      |                             |                             |
| Einzel    | Olympiasieger | Beals Wright                     | Freilos             | Besiegte Montgomery      | Besiegte Hardy                | Besiegte Neely                       | Besiegte Bell               | Besiegte LeRoy              |
| Einzel    | Zweiter       | Robert LeRoy                     | Freilos             | Freilos                  | Besiegte Sanderson            | Besiegte Cresson                     | Besiegte Leonard            | Verlor gegen Wright         |
| Einzel    | Dritter       | Alphonzo Bell                    | Freilos             | Besiegte Vernon          | Besiegte Davis                | Besiegte Russ                        | Verlor gegen Wright         | nicht erreicht              |
| Einzel    | Dritter       | Edgar Leonard                    | Freilos             | Besiegte Forney          | Besiegte McKittrick           | Besiegte Blatherwick                 | Verlor gegen LeRoy          | nicht erreicht              |
| Einzel    | Fünfter       | Wilfred Blatherwick              | Freilos             | Besiegte Semple          | Besiegte Cunningham           | Verlor gegen Leonard                 | nicht erreicht              | nicht erreicht              |
| Einzel    | Fünfter       | Charles Cresson                  | Freilos             | Besiegte Wheaton         | Freilos                       | Verlor gegen LeRoy                   | nicht erreicht              | nicht erreicht              |
| Einzel    | Fünfter       | Neely                            | Freilos             | Besiegte MacDonald       | Besiegte Feitshans            | Verlor gegen Wright                  | nicht erreicht              | nicht erreicht              |
| Einzel    | Fünfter       | Semp Russ                        | Freilos             | Besiegte Turner          | Besiegte Jones                | Verlor gegen Bell                    | nicht erreicht              | nicht erreicht              |
| Einzel    | Neunter       | Joe Cunningham                   | Freilos             | Freilos                  | Verlor gegen Blatherwick      | nicht erreicht                       | nicht erreicht              | nicht erreicht              |
| Einzel    | Neunter       | Dwight Davis                     | Freilos             | Besiegte Tritle          | Verlor gegen Bell             | nicht erreicht                       | nicht erreicht              | nicht erreicht              |
| Einzel    | Neunter       | Rollin Feitshans                 | Freilos             | Besiegte Charles         | Verlor gegen Neelyy           | nicht erreicht                       | nicht erreicht              | nicht erreicht              |
| Einzel    | Neunter       | Hugh Jones                       | Freilos             | Besiegte Drew            | Verlor gegen Russ             | nicht erreicht                       | nicht erreicht              | nicht erreicht              |
| Einzel    | Neunter       | Ralph McKittrick                 | Freilos             | Besiegte Easton          | Verlor gegen Leonard          | nicht erreicht                       | nicht erreicht              | nicht erreicht              |
| Einzel    | Neunter       | Fred Sanderson                   | Freilos             | Freilos                  | Verlor gegen LeRoy            | nicht erreicht                       | nicht erreicht              | nicht erreicht              |
| Einzel    | 16.           | Joseph Charles                   | Freilos             | Verlor gegen Feitshans   | nicht erreicht                | nicht erreicht                       | nicht erreicht              | nicht erreicht              |
| Einzel    | 16.           | Andrew Drew                      | Freilos             | Verlor gegen Jones       | nicht erreicht                | nicht erreicht                       | nicht erreicht              | nicht erreicht              |
| Einzel    | 16.           | William Easton                   | Freilos             | Verlor gegen McKittrick  | nicht erreicht                | nicht erreicht                       | nicht erreicht              | nicht erreicht              |
| Einzel    | 16.           | Chris Forney                     | Freilos             | Verlor gegen Leonard     | nicht erreicht                | nicht erreicht                       | nicht erreicht              | nicht erreicht              |
| Einzel    | 16.           | MacDonald                        | Freilos             | Verlor gegen Neely       | nicht erreicht                | nicht erreicht                       | nicht erreicht              | nicht erreicht              |
| Einzel    | 16.           | Forest Montgomery                | Freilos             | Verlor gegen Wright      | nicht erreicht                | nicht erreicht                       | nicht erreicht              | nicht erreicht              |
| Einzel    | 16.           | Nathaniel Semple                 | Besiegte Stadel     | Verlor gegen Blatherwick | nicht erreicht                | nicht erreicht                       | nicht erreicht              | nicht erreicht              |
| Einzel    | 16.           | Stewart Tritle                   | Freilos             | Verlor gegen Davis       | nicht erreicht                | nicht erreicht                       | nicht erreicht              | nicht erreicht              |
| Einzel    | 16.           | Douglas Turner                   | Freilos             | Verlor gegen Russ        | nicht erreicht                | nicht erreicht                       | nicht erreicht              | nicht erreicht              |
| Einzel    | 16.           | Orien Vernon                     | Freilos             | Verlor gegen Bell        | nicht erreicht                | nicht erreicht                       | nicht erreicht              | nicht erreicht              |
| Einzel    | 16.           | Frank Wheaton                    | Freilos             | Verlor gegen Cresson     | nicht erreicht                | nicht erreicht                       | nicht erreicht              | nicht erreicht              |
| Einzel    | 27.           | George Stadel                    | Verlor gegen Semple | nicht erreicht           | nicht erreicht                | nicht erreicht                       | nicht erreicht              | nicht erreicht              |
| Doppel    | Olympiasieger | Beals Wright Edgar Leonard       | nicht ausgetragen   | nicht ausgetragen        | Besiegte Blatherwick Vernon   | Besiegte Cresson Russ                | Besiegte Gamble A. Wear     | Besiegte LeRoy Bell         |
| Doppel    | Zweiter       | Robert LeRoy Alphonzo Bell       | nicht ausgetragen   | nicht ausgetragen        | Besiegte Gleeson Hardy        | Besiegte McKittrick Davis            | Besiegte J. Wear West       | Verlor gegen Wright Leonard |
| Doppel    | Dritter       | Clarence Gamble Arthur Wear      | nicht ausgetragen   | nicht ausgetragen        | Besiegte Smith Charles        | Besiegte Wheaton Hunter              | Verlor gegen Wright Leonard | nicht erreicht              |
| Doppel    | Dritter       | Joseph Wear Allen West           | nicht ausgetragen   | nicht ausgetragen        | Besiegte Drew Turner          | Besiegte Jones Kauffman              | Verlor gegen LeRoy Bell     | nicht erreicht              |
| Doppel    | 5.            | Charles Cresson Semp Russ        | nicht ausgetragen   | nicht ausgetragen        | Besiegte Montgomery Tritle    | Lost to Wright Leonard               | nicht erreicht              | nicht erreicht              |
| Doppel    | 5.            | Dwight Davis Ralph McKittrick    | nicht ausgetragen   | nicht ausgetragen        | Besiegte N. Semple MacDonald  | Verlor gegen LeRoy Bell              | nicht erreicht              | nicht erreicht              |
| Doppel    | 5.            | Edwin Hunter Frank Wheaton       | nicht ausgetragen   | nicht ausgetragen        | Freilos                       | Verlor gegen Clarence Gamble A. Wear | nicht erreicht              | nicht erreicht              |
| Doppel    | 5.            | Hugh Jones Harold Kauffman       | nicht ausgetragen   | nicht ausgetragen        | Besiegte Stadel F. Semple     | Verlor gegen J. Wear Allen West      | nicht erreicht              | nicht erreicht              |
| Doppel    | 9.            | Wilfred Blatherwick Orien Vernon | nicht ausgetragen   | nicht ausgetragen        | Verlor gegen Wright Leonard   | nicht erreicht                       | nicht erreicht              | nicht erreicht              |
| Doppel    | 9.            | Joseph Charles N. Smith          | nicht ausgetragen   | nicht ausgetragen        | Verlor gegen Gamble A. Wear   | nicht erreicht                       | nicht erreicht              | nicht erreicht              |
| Doppel    | 9.            | Andrew Drew Douglas Turner       | nicht ausgetragen   | nicht ausgetragen        | Verlor gegen J. Wear West     | nicht erreicht                       | nicht erreicht              | nicht erreicht              |
| Doppel    | 9.            | Paul Gleeson Hugo Hardy          | nicht ausgetragen   | nicht ausgetragen        | Verlor gegen LeRoy Bell       | nicht erreicht                       | nicht erreicht              | nicht erreicht              |
| Doppel    | 9.            | MacDonald Nathaniel Semple       | nicht ausgetragen   | nicht ausgetragen        | Verlor gegen McKittrick Davis | nicht erreicht                       | nicht erreicht              | nicht erreicht              |
| Doppel    | 9.            | Forest Montgomery Stewart Tritle | nicht ausgetragen   | nicht ausgetragen        | Verlor gegen Cresson Russ     | nicht erreicht                       | nicht erreicht              | nicht erreicht              |
| Doppel    | 9.            | Frederick Semple George Stadel   | nicht ausgetragen   | nicht ausgetragen        | Verlor gegen Jones Kauffman   | nicht erreicht                       | nicht erreicht              | nicht erreicht              |

### Turnen
| Disziplin                                      | Platz           | Athlet | Punkte |
| ---------------------------------------------- | --------------- | --- | ------ |
| Männer                                         |                 | |        |
| Einzelmehrkampf (Internationales Wettturnen)   | Olympiasieger   | Julius Lenhart                                                                                              | 69,80  |
| Einzelmehrkampf (Internationales Wettturnen)   | Sechster        | Otto Steffen                                                                                                | 67,03  |
| Einzelmehrkampf (Internationales Wettturnen)   | Achter          | John Bissinger                                                                                              | 66,57  |
| Einzelmehrkampf (Internationales Wettturnen)   | Zehnter         | William Merz                                                                                                | 65,26  |
| Einzelmehrkampf (Internationales Wettturnen)   | Elfter          | Phillip Kassell                                                                                             | 64,56  |
| Einzelmehrkampf (Internationales Wettturnen)   | Zwölfter        | Theodore Gross                                                                                              | 64,39  |
| Einzelmehrkampf (Internationales Wettturnen)   | 14.             | Otto Boehnke                                                                                                | 64,10  |
| Einzelmehrkampf (Internationales Wettturnen)   | 15.             | William Andelfinger                                                                                         | 63,53  |
| Einzelmehrkampf (Internationales Wettturnen)   | 16.             | George Stapf                                                                                                | 63,47  |
| Einzelmehrkampf (Internationales Wettturnen)   | 17.             | Charles Umbs                                                                                                | 63,19  |
| Einzelmehrkampf (Internationales Wettturnen)   | 18.             | Anton Heida                                                                                                 | 62,72  |
| Einzelmehrkampf (Internationales Wettturnen)   | 20.             | Andreas Kempf                                                                                               | 62,57  |
| Einzelmehrkampf (Internationales Wettturnen)   | 21.             | George Mayer                                                                                                | 61,66  |
| Einzelmehrkampf (Internationales Wettturnen)   | 22.             | Fred Schmind                                                                                                | 61,40  |
| Einzelmehrkampf (Internationales Wettturnen)   | 23.             | Andrew Neu                                                                                                  | 61,21  |
| Einzelmehrkampf (Internationales Wettturnen)   | 24.             | John Duha                                                                                                   | 61,02  |
| Einzelmehrkampf (Internationales Wettturnen)   | 25.             | Reinhard Wagner                                                                                             | 60,73  |
| Einzelmehrkampf (Internationales Wettturnen)   | 26.             | Lorenz Spann                                                                                                | 60,32  |
| Einzelmehrkampf (Internationales Wettturnen)   | 27.             | Emil Rothe                                                                                                  | 60,27  |
| Einzelmehrkampf (Internationales Wettturnen)   | 28.             | Ragnvald Berg                                                                                               | 60,24  |
| Einzelmehrkampf (Internationales Wettturnen)   | 29.             | Robert Herrmann                                                                                             | 59,99  |
| Einzelmehrkampf (Internationales Wettturnen)   | 30.             | Emil Beyer                                                                                                  | 59,70  |
| Einzelmehrkampf (Internationales Wettturnen)   | 31.             | Max Hess | 59,29  |
| Einzelmehrkampf (Internationales Wettturnen)   | 32.             | Edward Siegler                                                                                              | 59,03  |
| Einzelmehrkampf (Internationales Wettturnen)   | 33.             | Harry Hansen                                                                                                | 59,00  |
| Einzelmehrkampf (Internationales Wettturnen)   | 34.             | Max Wolf | 57,85  |
| Einzelmehrkampf (Internationales Wettturnen)   | 35.             | Frank Schicke                                                                                               | 57,47  |
| Einzelmehrkampf (Internationales Wettturnen)   | 36.             | John Dellert                                                                                                | 57,41  |
| Einzelmehrkampf (Internationales Wettturnen)   | 37.             | Charles Sorum                                                                                               | 57,40  |
| Einzelmehrkampf (Internationales Wettturnen)   | 38.             | William Horschke                                                                                            | 57,33  |
| Einzelmehrkampf (Internationales Wettturnen)   | 39.             | Oliver Olsen                                                                                                | 57,27  |
| Einzelmehrkampf (Internationales Wettturnen)   | 40.             | Rudolph Krupitzer                                                                                           | 57,18  |
| Einzelmehrkampf (Internationales Wettturnen)   | 41.             | Gustav Mueller                                                                                              | 57,12  |
| Einzelmehrkampf (Internationales Wettturnen)   | 42.             | Emil Schwegler                                                                                              | 56,87  |
| Einzelmehrkampf (Internationales Wettturnen)   | 43.             | Henry Koeder                                                                                                | 56,58  |
| Einzelmehrkampf (Internationales Wettturnen)   | 44.             | Louis Kniep                                                                                                 | 56,57  |
| Einzelmehrkampf (Internationales Wettturnen)   | 45.             | William Traband                                                                                             | 56,26  |
| Einzelmehrkampf (Internationales Wettturnen)   | 46.             | Leander Keim                                                                                                | 56,16  |
| Einzelmehrkampf (Internationales Wettturnen)   | 47.             | Ernst Reckeweg                                                                                              | 56,15  |
| Einzelmehrkampf (Internationales Wettturnen)   | 48.             | Charles Krause                                                                                              | 56,11  |
| Einzelmehrkampf (Internationales Wettturnen)   | 49.             | Jacob Hertenbahn                                                                                            | 55,77  |
| Einzelmehrkampf (Internationales Wettturnen)   | 50.             | Edward Hennig                                                                                               | 55,63  |
| Einzelmehrkampf (Internationales Wettturnen)   | 51.             | Philip Schuster                                                                                             | 55,44  |
| Einzelmehrkampf (Internationales Wettturnen)   | 52.             | John Grieb                                                                                                  | 55,21  |
| Einzelmehrkampf (Internationales Wettturnen)   | 53.             | P. Gussmann                                                                                                 | 54,92  |
| Einzelmehrkampf (Internationales Wettturnen)   | 54.             | Gustav Hämmerlin                                                                                            | 54,87  |
| Einzelmehrkampf (Internationales Wettturnen)   | 55.             | William Tritschler                                                                                          | 54,73  |
| Einzelmehrkampf (Internationales Wettturnen)   | 56.             | Christian Deubler                                                                                           | 54,63  |
| Einzelmehrkampf (Internationales Wettturnen)   | 57.             | Julian Schmitz                                                                                              | 54,58  |
| Einzelmehrkampf (Internationales Wettturnen)   | 58.             | Otto Niemand                                                                                                | 54,54  |
| Einzelmehrkampf (Internationales Wettturnen)   | 59.             | Robert Maysack                                                                                              | 54,53  |
| Einzelmehrkampf (Internationales Wettturnen)   | 60.             | Emil Voigt                                                                                                  | 54,33  |
| Einzelmehrkampf (Internationales Wettturnen)   | 61.             | Anthony Jahnke                                                                                              | 53,94  |
| Einzelmehrkampf (Internationales Wettturnen)   | 62.             | Phillip Sonntag                                                                                             | 53,83  |
| Einzelmehrkampf (Internationales Wettturnen)   | 63.             | Oluf Landnes                                                                                                | 53,64  |
| Einzelmehrkampf (Internationales Wettturnen)   | 64.             | George Aschenbrenner                                                                                        | 53,47  |
| Einzelmehrkampf (Internationales Wettturnen)   | 65.             | John Wolf                                                                                                   | 53,43  |
| Einzelmehrkampf (Internationales Wettturnen)   | 66.             | Edward Tritschler                                                                                           | 53,16  |
| Einzelmehrkampf (Internationales Wettturnen)   | 67.             | Max Emmerich                                                                                                | 52,85  |
| Einzelmehrkampf (Internationales Wettturnen)   | 68.             | Harry Prinzler                                                                                              | 52,81  |
| Einzelmehrkampf (Internationales Wettturnen)   | 69.             | Frank Raab                                                                                                  | 52,39  |
| Einzelmehrkampf (Internationales Wettturnen)   | 70.             | Louis Hunger                                                                                                | 52,22  |
| Einzelmehrkampf (Internationales Wettturnen)   | 71.             | George Eyser                                                                                                | 52,20  |
| Einzelmehrkampf (Internationales Wettturnen)   | 72.             | William Berwald                                                                                             | 51,87  |
| Einzelmehrkampf (Internationales Wettturnen)   | 73.             | George Mastrovich                                                                                           | 51,83  |
| Einzelmehrkampf (Internationales Wettturnen)   | 73.             | Martin Ludwig                                                                                               | 51,83  |
| Einzelmehrkampf (Internationales Wettturnen)   | 75.             | Max Rascher                                                                                                 | 51,53  |
| Einzelmehrkampf (Internationales Wettturnen)   | 76.             | Henry Kraft                                                                                                 | 51,40  |
| Einzelmehrkampf (Internationales Wettturnen)   | 77.             | Willard Schrader                                                                                            | 51,22  |
| Einzelmehrkampf (Internationales Wettturnen)   | 78.             | James Dwyer                                                                                                 | 51,00  |
| Einzelmehrkampf (Internationales Wettturnen)   | 79.             | George Schroeder                                                                                            | 50,90  |
| Einzelmehrkampf (Internationales Wettturnen)   | 80.             | Bob Reynolds                                                                                                | 50,74  |
| Einzelmehrkampf (Internationales Wettturnen)   | 81.             | Harry Warnken                                                                                               | 50,53  |
| Einzelmehrkampf (Internationales Wettturnen)   | 82.             | Birger Nilsen                                                                                               | 50,45  |
| Einzelmehrkampf (Internationales Wettturnen)   | 83.             | John Laichinger                                                                                             | 50,00  |
| Einzelmehrkampf (Internationales Wettturnen)   | 84.             | Rudolf Schrader                                                                                             | 49,64  |
| Einzelmehrkampf (Internationales Wettturnen)   | 85.             | Michael Lang                                                                                                | 49,44  |
| Einzelmehrkampf (Internationales Wettturnen)   | 86.             | Charles Dellert                                                                                             | 49,35  |
| Einzelmehrkampf (Internationales Wettturnen)   | 87.             | Alvin Kritschmann                                                                                           | 48,97  |
| Einzelmehrkampf (Internationales Wettturnen)   | 88.             | Richard Tritschler                                                                                          | 48,80  |
| Einzelmehrkampf (Internationales Wettturnen)   | 89.             | Arthur Rosenkampff                                                                                          | 48,34  |
| Einzelmehrkampf (Internationales Wettturnen)   | 90.             | Clarence Lidington                                                                                          | 48,30  |
| Einzelmehrkampf (Internationales Wettturnen)   | 91.             | Henry Weyland                                                                                               | 47,94  |
| Einzelmehrkampf (Internationales Wettturnen)   | 92.             | Barry Chimberoff                                                                                            | 47,93  |
| Einzelmehrkampf (Internationales Wettturnen)   | 93.             | K. Woerner                                                                                                  | 47,67  |
| Einzelmehrkampf (Internationales Wettturnen)   | 94.             | Curt Roedel                                                                                                 | 47,63  |
| Einzelmehrkampf (Internationales Wettturnen)   | 95.             | Maurice Barry                                                                                               | 47,43  |
| Einzelmehrkampf (Internationales Wettturnen)   | 96.             | P. Ritter                                                                                                   | 47,09  |
| Einzelmehrkampf (Internationales Wettturnen)   | 97.             | Otto Feyder                                                                                                 | 47,05  |
| Einzelmehrkampf (Internationales Wettturnen)   | 98.             | Bernard Berg                                                                                                | 46,73  |
| Einzelmehrkampf (Internationales Wettturnen)   | 99.             | Max Thomas                                                                                                  | 45,85  |
| Einzelmehrkampf (Internationales Wettturnen)   | 100.            | Martin Fischer                                                                                              | 45,35  |
| Einzelmehrkampf (Internationales Wettturnen)   | 101.            | Charles Schwartz                                                                                            | 45,34  |
| Einzelmehrkampf (Internationales Wettturnen)   | 102.            | Wilhelm Zabel                                                                                               | 45,13  |
| Einzelmehrkampf (Internationales Wettturnen)   | 103.            | Louis Rathke                                                                                                | 44,93  |
| Einzelmehrkampf (Internationales Wettturnen)   | 104.            | L. Guerner                                                                                                  | 44,90  |
| Einzelmehrkampf (Internationales Wettturnen)   | 105.            | William Herzog                                                                                              | 44,60  |
| Einzelmehrkampf (Internationales Wettturnen)   | 106.            | August Placke                                                                                               | 44,41  |
| Einzelmehrkampf (Internationales Wettturnen)   | 106.            | Otto Roesner                                                                                                | 44,41  |
| Einzelmehrkampf (Internationales Wettturnen)   | 108.            | Paul Studen                                                                                                 | 43,38  |
| Einzelmehrkampf (Internationales Wettturnen)   | 109.            | Arthur Sundbye                                                                                              | 43,21  |
| Einzelmehrkampf (Internationales Wettturnen)   | 110.            | Christian Sperl                                                                                             | 42,66  |
| Einzelmehrkampf (Internationales Wettturnen)   | 111.            | William Kruppinger                                                                                          | 42,50  |
| Einzelmehrkampf (Internationales Wettturnen)   | 112.            | John Wussow                                                                                                 | 42,46  |
| Einzelmehrkampf (Internationales Wettturnen)   | 113.            | Walter Real                                                                                                 | 42,44  |
| Einzelmehrkampf (Internationales Wettturnen)   | 114.            | John Miesel                                                                                                 | 41,97  |
| Einzelmehrkampf (Internationales Wettturnen)   | 115.            | Otto Thomsen                                                                                                | 41,67  |
| Einzelmehrkampf (Internationales Wettturnen)   | 116.            | Edward Pueschell                                                                                            | 40,36  |
| Einzelmehrkampf (Internationales Wettturnen)   | 117.            | Otto Knerr                                                                                                  | 39,87  |
| Einzelmehrkampf (Internationales Wettturnen)   | 118.            | William Fiedrich                                                                                            | 39,57  |
| Einzelmehrkampf (Internationales Wettturnen)   | 119.            | Ted Studier                                                                                                 | 13,14  |
| Turnerischer Dreikampf                         | Zweiter         | Julius Lenhart                                                                                              | 43,00  |
| Turnerischer Dreikampf                         | Sechster        | Otto Steffen                                                                                                | 39,53  |
| Turnerischer Dreikampf                         | Siebter         | William Andelfinger                                                                                         | 39,03  |
| Turnerischer Dreikampf                         | Achter          | Andreas Kempf                                                                                               | 38,97  |
| Turnerischer Dreikampf                         | Zehnter         | George Eyser                                                                                                | 38,70  |
| Turnerischer Dreikampf                         | Zwölfter        | Anton Heida                                                                                                 | 37,72  |
| Turnerischer Dreikampf                         | 14.             | John Bissinger                                                                                              | 37,57  |
| Turnerischer Dreikampf                         | 15.             | Charles Umbs                                                                                                | 37,49  |
| Turnerischer Dreikampf                         | 16.             | Theodore Gross                                                                                              | 37,19  |
| Turnerischer Dreikampf                         | 18.             | Otto Boehnke                                                                                                | 36,50  |
| Turnerischer Dreikampf                         | 19.             | Phillip Kassell                                                                                             | 35,66  |
| Turnerischer Dreikampf                         | 20.             | William Horschke                                                                                            | 35,63  |
| Turnerischer Dreikampf                         | 21.             | Emil Schwegler                                                                                              | 35,57  |
| Turnerischer Dreikampf                         | 22.             | John Duha                                                                                                   | 35,32  |
| Turnerischer Dreikampf                         | 23.             | George Stapf                                                                                                | 35,27  |
| Turnerischer Dreikampf                         | 24.             | William Merz                                                                                                | 35,26  |
| Turnerischer Dreikampf                         | 25.             | Gustav Mueller                                                                                              | 35,12  |
| Turnerischer Dreikampf                         | 26.             | Emil Rothe                                                                                                  | 34,87  |
| Turnerischer Dreikampf                         | 27.             | Harry Hansen                                                                                                | 34,20  |
| Turnerischer Dreikampf                         | 28.             | Gustav Hämmerlin                                                                                            | 33,97  |
| Turnerischer Dreikampf                         | 29.             | Reinhard Wagner                                                                                             | 33,73  |
| Turnerischer Dreikampf                         | 30.             | John Dellert                                                                                                | 33,71  |
| Turnerischer Dreikampf                         | 31.             | Charles Sorum                                                                                               | 33,40  |
| Turnerischer Dreikampf                         | 32.             | Julian Schmitz                                                                                              | 33,38  |
| Turnerischer Dreikampf                         | 33.             | Max Wolf | 33,25  |
| Turnerischer Dreikampf                         | 34.             | Emil Beyer                                                                                                  | 33,20  |
| Turnerischer Dreikampf                         | 35.             | Robert Herrmann                                                                                             | 32,99  |
| Turnerischer Dreikampf                         | 36.             | Lorenz Spann                                                                                                | 32,92  |
| Turnerischer Dreikampf                         | 37.             | Fred Schmind                                                                                                | 32,90  |
| Turnerischer Dreikampf                         | 38.             | Ragnvald Berg                                                                                               | 32,85  |
| Turnerischer Dreikampf                         | 39.             | George Mayer                                                                                                | 32,66  |
| Turnerischer Dreikampf                         | 40.             | Andrew Neu                                                                                                  | 32,61  |
| Turnerischer Dreikampf                         | 41.             | William Traband                                                                                             | 31,96  |
| Turnerischer Dreikampf                         | 42.             | Emil Voigt                                                                                                  | 31,93  |
| Turnerischer Dreikampf                         | 43.             | P. Gussmann                                                                                                 | 31,82  |
| Turnerischer Dreikampf                         | 44.             | Rudolph Krupitzer                                                                                           | 31,68  |
| Turnerischer Dreikampf                         | 45.             | Charles Krause                                                                                              | 31,61  |
| Turnerischer Dreikampf                         | 46.             | Martin Ludwig                                                                                               | 31,43  |
| Turnerischer Dreikampf                         | 47.             | Christian Deubler                                                                                           | 31,13  |
| Turnerischer Dreikampf                         | 48.             | Frank Raab                                                                                                  | 30,89  |
| Turnerischer Dreikampf                         | 49.             | Oliver Olsen                                                                                                | 30,87  |
| Turnerischer Dreikampf                         | 50.             | Max Hess | 30,79  |
| Turnerischer Dreikampf                         | 51.             | Jacob Hertenbahn                                                                                            | 30,77  |
| Turnerischer Dreikampf                         | 52.             | Louis Kniep                                                                                                 | 30,67  |
| Turnerischer Dreikampf                         | 53.             | Edward Siegler                                                                                              | 30,63  |
| Turnerischer Dreikampf                         | 54.             | Philip Schuster                                                                                             | 30,34  |
| Turnerischer Dreikampf                         | 55.             | Robert Maysack                                                                                              | 30,33  |
| Turnerischer Dreikampf                         | 56.             | M. Bascher                                                                                                  | 30,13  |
| Turnerischer Dreikampf                         | 57.             | Alvin Kritschmann                                                                                           | 30,07  |
| Turnerischer Dreikampf                         | 58.             | Henry Koeder                                                                                                | 29,98  |
| Turnerischer Dreikampf                         | 59.             | Edward Hennig                                                                                               | 29,93  |
| Turnerischer Dreikampf                         | 60.             | Leander Keim                                                                                                | 29,76  |
| Turnerischer Dreikampf                         | 61.             | William Tritschler                                                                                          | 29,73  |
| Turnerischer Dreikampf                         | 62.             | Edward Tritschler                                                                                           | 29,66  |
| Turnerischer Dreikampf                         | 63.             | Frank Schicke                                                                                               | 29,07  |
| Turnerischer Dreikampf                         | 64.             | Charles Dellert                                                                                             | 29,05  |
| Turnerischer Dreikampf                         | 65.             | Henry Kraft                                                                                                 | 28,70  |
| Turnerischer Dreikampf                         | 66.             | Curt Roedel                                                                                                 | 28,63  |
| Turnerischer Dreikampf                         | 67.             | Ernst Reckeweg                                                                                              | 28,35  |
| Turnerischer Dreikampf                         | 68.             | Rudolf Schrader                                                                                             | 28,34  |
| Turnerischer Dreikampf                         | 69.             | George Aschenbrenner                                                                                        | 27,97  |
| Turnerischer Dreikampf                         | 69.             | K. Woerner                                                                                                  | 27,97  |
| Turnerischer Dreikampf                         | 71.             | George Mastrovich                                                                                           | 27,73  |
| Turnerischer Dreikampf                         | 71.             | John Wolf                                                                                                   | 27,73  |
| Turnerischer Dreikampf                         | 73.             | Phillip Sonntag                                                                                             | 27,63  |
| Turnerischer Dreikampf                         | 74.             | Anthony Jahnke                                                                                              | 27,54  |
| Turnerischer Dreikampf                         | 75.             | M. Barry | 27,33  |
| Turnerischer Dreikampf                         | 76.             | Arthur Rosenkampff                                                                                          | 27,24  |
| Turnerischer Dreikampf                         | 77.             | James Dwyer                                                                                                 | 26,70  |
| Turnerischer Dreikampf                         | 78.             | Michael Lang                                                                                                | 26,44  |
| Turnerischer Dreikampf                         | 78.             | Oluf Landnes                                                                                                | 26,44  |
| Turnerischer Dreikampf                         | 80.             | Harry Prinzler                                                                                              | 26,41  |
| Turnerischer Dreikampf                         | 81.             | Richard Tritschler                                                                                          | 26,40  |
| Turnerischer Dreikampf                         | 82.             | Louis Hunger                                                                                                | 26,32  |
| Turnerischer Dreikampf                         | 83.             | Charles Schwartz                                                                                            | 26,24  |
| Turnerischer Dreikampf                         | 84.             | Otto Niemand                                                                                                | 26,14  |
| Turnerischer Dreikampf                         | 85.             | Birger Nilsen                                                                                               | 26,05  |
| Turnerischer Dreikampf                         | 86.             | Henry Weyland                                                                                               | 25,54  |
| Turnerischer Dreikampf                         | 87.             | George Schroeder                                                                                            | 25,50  |
| Turnerischer Dreikampf                         | 88.             | Harry Warnken                                                                                               | 25,43  |
| Turnerischer Dreikampf                         | 89.             | William Berwald                                                                                             | 25,27  |
| Turnerischer Dreikampf                         | 90.             | John Grieb                                                                                                  | 25,21  |
| Turnerischer Dreikampf                         | 91.             | Willard Schrader                                                                                            | 24,72  |
| Turnerischer Dreikampf                         | 92.             | Barry Chimberoff                                                                                            | 24,53  |
| Turnerischer Dreikampf                         | 93.             | P. Ritter                                                                                                   | 24,29  |
| Turnerischer Dreikampf                         | 94.             | Martin Fischer                                                                                              | 24,15  |
| Turnerischer Dreikampf                         | 95.             | Wilhelm Zabel                                                                                               | 23,63  |
| Turnerischer Dreikampf                         | 96.             | William Herzog                                                                                              | 23,50  |
| Turnerischer Dreikampf                         | 97.             | Bernard Berg                                                                                                | 23,33  |
| Turnerischer Dreikampf                         | 98.             | August Placke                                                                                               | 23,11  |
| Turnerischer Dreikampf                         | 99.             | Arthur Sundbye                                                                                              | 23,01  |
| Turnerischer Dreikampf                         | 100.            | Max Emmerich                                                                                                | 22,85  |
| Turnerischer Dreikampf                         | 101.            | Paul Studen                                                                                                 | 22,48  |
| Turnerischer Dreikampf                         | 102.            | Bob Reynolds                                                                                                | 22,44  |
| Turnerischer Dreikampf                         | 103.            | John Laichinger                                                                                             | 22,30  |
| Turnerischer Dreikampf                         | 104.            | Walter Real                                                                                                 | 22,24  |
| Turnerischer Dreikampf                         | 105.            | Otto Roesner                                                                                                | 21,90  |
| Turnerischer Dreikampf                         | 106.            | William Fiedrich                                                                                            | 21,87  |
| Turnerischer Dreikampf                         | 107.            | Otto Feyder                                                                                                 | 21,85  |
| Turnerischer Dreikampf                         | 108.            | Clarence Lidington                                                                                          | 21,80  |
| Turnerischer Dreikampf                         | 109.            | John Miesel                                                                                                 | 21,77  |
| Turnerischer Dreikampf                         | 110.            | L. Guerner                                                                                                  | 21,70  |
| Turnerischer Dreikampf                         | 111.            | Christian Sperl                                                                                             | 21,36  |
| Turnerischer Dreikampf                         | 112.            | William Kruppinger                                                                                          | 21,20  |
| Turnerischer Dreikampf                         | 113.            | Edward Pueschell                                                                                            | 21,06  |
| Turnerischer Dreikampf                         | 114.            | Louis Rathke                                                                                                | 19,83  |
| Turnerischer Dreikampf                         | 115.            | Otto Knerr                                                                                                  | 19,47  |
| Turnerischer Dreikampf                         | 116.            | Max Thomas                                                                                                  | 19,45  |
| Turnerischer Dreikampf                         | 117.            | Otto Thomsen                                                                                                | 18,07  |
| Turnerischer Dreikampf                         | 118.            | John Wussow                                                                                                 | 16,96  |
| Turnerischer Dreikampf                         | 119.            | Ted Studier                                                                                                 | 13,14  |
| Mannschaftsmehrkampf                           | Olympiasieger   | Philadelphia Turngemeinde John Grieb, Anton Heida, Max Hess, Philipp Kassel, Julius Lenhart, Ernst Reckeweg | 370,13 |
| Mannschaftsmehrkampf                           | Zweiter         | New York Turnverein Emil Beyer, John Bissinger, Arthur Rosenkampff, Julian Schmitz, Otto Steffen, Max Wolf  | 356,37 |
| Mannschaftsmehrkampf                           | Dritter         | Central Turnverein John Duha, Charles Krause, Robert Maysack, George Mayer, Edward Siegler, Philip Schuster | 352,79 |
| Mannschaftsmehrkampf                           | Vierter         | Concordia Turnverein                                                                                        | 344,01 |
| Mannschaftsmehrkampf                           | Fünfter         | South St. Louis Turnverein                                                                                  | 338,32 |
| Mannschaftsmehrkampf                           | Sechster        | Norwegier Turnverein                                                                                        | 338,00 |
| Mannschaftsmehrkampf                           | Siebter         | Turnverein Vorwärts (Chicago)                                                                               | 329,68 |
| Mannschaftsmehrkampf                           | Achter          | Davenport Turngemeinde                                                                                      | 325,52 |
| Mannschaftsmehrkampf                           | Neunter         | La Salle Turnverein                                                                                         | 318,13 |
| Mannschaftsmehrkampf                           | Zehnter         | Passaic Turnverein                                                                                          | 301,39 |
| Mannschaftsmehrkampf                           | Elfter          | Milwaukee Turnverein                                                                                        | 286,97 |
| Mannschaftsmehrkampf                           | Zwölfter        | Socialer Turnverein                                                                                         | 273,65 |
| Mannschaftsmehrkampf                           | 13.             | Turnverein Vorwärts (Cleveland)                                                                             | 271,84 |
| Einzelmehrkampf (AAU Gymnastics Championships) | Olympiasieger   | Anton Heida                                                                                                 | 161    |
| Einzelmehrkampf (AAU Gymnastics Championships) | Zweiter         | George Eyser                                                                                                | 152    |
| Einzelmehrkampf (AAU Gymnastics Championships) | Dritter         | William Merz                                                                                                | 135    |
| Einzelmehrkampf (AAU Gymnastics Championships) | Vierter         | John Duha                                                                                                   | k. A.  |
| Einzelmehrkampf (AAU Gymnastics Championships) | Fünfter         | Edward Hennig                                                                                               | k. A.  |
| Barren                                         | Olympiasieger   | George Eyser                                                                                                | 44     |
| Barren                                         | Zweiter         | Anton Heida                                                                                                 | 43     |
| Barren                                         | Dritter         | John Duha                                                                                                   | 40     |
| Barren                                         | Vierter-Fünfter | Edward Hennig                                                                                               | k. A.  |
| Barren                                         | Vierter-Fünfter | William Merz                                                                                                | k. A.  |
| Reck                                           | Olympiasieger   | Anton Heida                                                                                                 | 40     |
| Reck                                           | Olympiasieger   | Edward Hennig                                                                                               | 40     |
| Reck                                           | Dritter         | George Eyser                                                                                                | 39     |
| Reck                                           | Vierter-Fünfter | John Duha                                                                                                   | k. A.  |
| Reck                                           | Vierter-Fünfter | William Merz                                                                                                | k. A.  |
| Pferdsprung                                    | Olympiasieger   | George Eyser                                                                                                | 36     |
| Pferdsprung                                    | Olympiasieger   | Anton Heida                                                                                                 | 36     |
| Pferdsprung                                    | Dritter         | William Merz                                                                                                | 31     |
| Pferdsprung                                    | Vierter-Fünfter | John Duha                                                                                                   | k. A.  |
| Pferdsprung                                    | Vierter-Fünfter | Edward Hennig                                                                                               | k. A.  |
| Seitpferd                                      | Olympiasieger   | Anton Heida                                                                                                 | 42     |
| Seitpferd                                      | Zweiter         | George Eyser                                                                                                | 33     |
| Seitpferd                                      | Dritter         | William Merz                                                                                                | 29     |
| Seitpferd                                      | Vierter-Fünfter | John Duha                                                                                                   | k. A.  |
| Seitpferd                                      | Vierter-Fünfter | Edward Hennig                                                                                               | k. A.  |
| Ringe                                          | Olympiasieger   | Herman Glass                                                                                                | 45     |
| Ringe                                          | Zweiter         | William Merz                                                                                                | 35     |
| Ringe                                          | Dritter         | Emil Voigt                                                                                                  | 32     |
| Tauhangeln                                     | Olympiasieger   | George Eyser                                                                                                | 7,0    |
| Tauhangeln                                     | Zweiter         | Charles Krause                                                                                              | 7,2    |
| Tauhangeln                                     | Dritter         | Emil Voigt                                                                                                  | 9,8    |
| Keulenschwingen                                | Olympiasieger   | Edward Hennig                                                                                               | 13     |
| Keulenschwingen                                | Zweiter         | Emil Voigt                                                                                                  | 9      |
| Keulenschwingen                                | Dritter         | Ralph Wilson                                                                                                | 5      |

### Wasserball
- Männer:  Olympiasieger
New York Athletic Club
David Bratton
George Van Cleaf
Leo Goodwin
Louis Handley
David Hesser
Joseph Ruddy
James Steen
- Männer:  Zweiter
Chicago Athletic Association
Rex Beach
David Hammond
Charles Healy
Frank Kehoe
Jerome Steever
Edwin Swatek
William Tuttle
- Männer:  Dritter
Missouri Athletic Club
Gwynne Evans
Augustus Goessling
John Meyers
William Orthwein
Amedee Reyburn
Frank Schreiner
Manfred Toeppen

### Wasserspringen
| Disziplin      | Platz         | Athlet         | Finale       |
| -------------- | ------------- | -------------- | ------------ |
| Männer         |               |                |              |
| Kunstspringen  | Olympiasieger | George Sheldon | 12,66 Punkte |
| Kunstspringen  | Dritter       | Frank Kehoe    | 11,33 Punkte |
| Kopfweitsprung | Olympiasieger | William Dickey | 19,05 Punkte |
| Kopfweitsprung | Zweiter       | Edgar Adams    | 17,52 m      |
| Kopfweitsprung | Dritter       | Leo Goodwin    | 17,37 m      |
| Kopfweitsprung | Vierter       | Newman Samuels | 16,76 m      |
| Kopfweitsprung | Fünfter       | Charles Pyrah  | 14,02 m      |